# Crateri di Venere
Segue una lista dei crateri presenti sulla superficie di Venere. La nomenclatura di Venere è regolata dall'Unione Astronomica Internazionale; la lista contiene solo formazioni esogeologiche ufficialmente riconosciute da tale istituzione.
I crateri di Venere con diametro maggiore di 20 km portano il nome di donne famose, quelli con diametro inferiore ai 20 km nomi propri femminili nelle varie culture.
Inoltre, si contano 17 crateri inizialmente battezzati dall'IAU e la cui denominazione è stata poi abrogata.

## Prospetto

### A
| Cratere        | Eponimo                                                                                          | Latitudine | Longitudine | Diametro |
| -------------- | ------------------------------------------------------------------------------------------------ | ---------- | ----------- | -------- |
| Abigail        | Nome proprio ebraico.                                                                            | 52,2° S    | 111,2° E    | 18,4 km  |
| Abika          | Nome proprio mari.                                                                               | 52,5° S    | 104,4° E    | 14,5 km  |
| Abington       | Frances Abington - Attrice britannica (1737–1815).                                               | 47,8° S    | 277,7° E    | 21,7 km  |
| Abra           | Nome proprio ewe.                                                                                | 6,2° N     | 97,4° E     | 7,2 km   |
| Adaiah         | Nome proprio ebraico.                                                                            | 47,3° S    | 253,4° E    | 18 km    |
| Adamson        | Joy Adamson - Naturalista austriaca (1910-1980).                                                 | 14,8° S    | 29,6° E     | 27,2 km  |
| Addams         | Jane Addams - Sociologa statunitense (1860–1935).                                                | 56,2° S    | 98,9° E     | 87 km    |
| Adivar         | Halide Edib Adıvar - Scrittrice turca (1884–1964).                                               | 8,9° N     | 76,2° E     | 30,3 km  |
| Adzoba         | Nome proprio ewe.                                                                                | 12,8° N    | 117° E      | 10 km    |
| Aethelflaed    | Ethelfleda - Regina di Mercia (c. 872–918).                                                      | 18,2° S    | 196,6° E    | 20 km    |
| Afiba          | Nome proprio ewe.                                                                                | 47,1° S    | 102,7° E    | 9,5 km   |
| Afiruwa        | Nome proprio hausa.                                                                              | 4,3° N     | 3,8° E      | 5,2 km   |
| Aftenia        | Nome proprio moldavo.                                                                            | 50° N      | 324° E      | 7 km     |
| Afua           | Nome proprio Akan.                                                                               | 15,5° N    | 124° E      | 10 km    |
| Aglaonice      | Aglaonice - Astronoma dell'antica Grecia (fl. II secolo a.C.)                                    | 26,4° S    | 339,9° E    | 63,7 km  |
| Agnesi         | Maria Gaetana Agnesi - Matematica italiana (1718–1799).                                          | 39,4° S    | 37,7° E     | 42,4 km  |
| Agoe           | Nome proprio ewe.                                                                                | 13,1° N    | 4,3° E      | 6,3 km   |
| Agrippina      | Agrippina maggiore - Nobildonna romana (14 a.C. – 33).                                           | 33,2° S    | 65,7° E     | 38,6 km  |
| Ahava          | Nome proprio ebraico                                                                             | 53,6° N    | 187,3° E    | 10,4 km  |
| Aigul          | Nome proprio calmucco.                                                                           | 38,2° N    | 280,4° E    | 6 km     |
| Ailar          | Nome proprio turco.                                                                              | 15,8° S    | 68,4° E     | 8,2 km   |
| Aimee          | Nome proprio francese.                                                                           | 16,1° N    | 127,2° E    | 17 km    |
| Aisha          | Nome proprio arabo.                                                                              | 39,3° N    | 53,3° E     | 10,6 km  |
| Aita           | Nome proprio estone.                                                                             | 8,9° N     | 270,7° E    | 14 km    |
| Akeley         | Delia Akeley - Esploratrice statunitense (1875–1970).                                            | 8° N       | 244,5° E    | 23,4 km  |
| Akhmatova      | Anna Andreevna Achmatova - Poetessa russa (1889–1966).                                           | 61,3° N    | 307,9° E    | 41,4 km  |
| Akiko          | Akiko Yosano - Poetessa giapponese (1878–1942).                                                  | 30,6° N    | 187,3° E    | 17,4 km  |
| Akosua         | Nome proprio akan.                                                                               | 58,6° S    | 18,1° E     | 6,2 km   |
| Aksentyeva     | Zinaida Aksent'eva - Astronoma sovietica (1900-1969).                                            | 42° S      | 271,9° E    | 42,5 km  |
| Akuba          | Nome proprio ewe.                                                                                | 9,6° N     | 23° E       | 5,5 km   |
| Alcott         | Louisa May Alcott - Scrittrice statunitense (1832–1888).                                         | 59,5° S    | 354,4° E    | 66 km    |
| Alima          | Nome proprio arabo.                                                                              | 46° S      | 229,2° E    | 10,3 km  |
| Alimat         | Nome proprio Osseto.                                                                             | 29,5° S    | 205,9° E    | 13,5 km  |
| Alina          | Nome proprio francese.                                                                           | 8,3° N     | 267,8° E    | 3,7 km   |
| Alison         | Nome proprio irlandese.                                                                          | 4° S       | 165,6° E    | 14,4 km  |
| Alma           | Nome proprio kazako.                                                                             | 2,4° S     | 228,8° E    | 16,8 km  |
| Almeida        | Nome proprio portoghese.                                                                         | 46,6° N    | 123,3° E    | 15,5 km  |
| Altana         | Nome proprio calmucco.                                                                           | 1,4° N     | 69,9° E     | 6 km     |
| Al-Taymuriyya  | 'A'isha al-Taymur - Scrittrice egiziana (1840–1902).                                             | 32,9° N    | 336,1° E    | 19 km    |
| Amalasuntha    | Amalasunta - Regina ostrogota (c. 495–535).                                                      | 11,5° S    | 342,4° E    | 15,4 km  |
| Amanda         | Nome proprio latino.                                                                             | 29,2° S    | 94,5° E     | 12,5 km  |
| Amaya          | Carmen Amaya - Danzatrice spagnola (1913–1963).                                                  | 11,3° N    | 89,4° E     | 34,5 km  |
| Amelia         | Nome proprio latino.                                                                             | 8,57° N    | 280,45° E   | 3,3 km   |
| Amenardes      | Amenardis I - Principessa egiziana (718-655 a.C.)                                                | 15° N      | 54,3° E     | 27,9 km  |
| Aminata        | Nome proprio mandingo.                                                                           | 6,6° N     | 25,2° E     | 9,7 km   |
| Anaxandra      | Anassandra - Artista dell'antica Grecia (fl. III secolo a.C.)                                    | 44,2° N    | 162,3° E    | 20,4 km  |
| Andami         | Azar Andami - Medico e ricercatrice iraniana.                                                    | 17,5° S    | 26,5° E     | 28,9 km  |
| Andreianova    | Elena Ivanovna Andrejanova - Ballerina russa (c. 1821-1855).                                     | 3° S       | 68,8° E     | 66,1 km  |
| Anicia         | Anite di Tegea - Medico e poetessa dell'antica Grecia (fl. III secolo a.C.)                      | 26,3° S    | 31,3° E     | 38,2 km  |
| Annabelle      | Nome proprio scozzese.                                                                           | 4,15° S    | 286,29° E   | 7,7 km   |
| Annia Faustina | Faustina minore - Imperatrice romana (c. 125 – 176).                                             | 22,1° N    | 4,7° E      | 23,4 km  |
| Antonina       | Nome proprio russo.                                                                              | 28,1° N    | 106,8° E    | 13,8 km  |
| Anush          | Nome proprio armeno e persiano.                                                                  | 14,9° N    | 86,5° E     | 12,7 km  |
| Anya           | Nome proprio russo.                                                                              | 39,5° N    | 297,8° E    | 18,1 km  |
| Ariadne        | Nome proprio greco Questo cratere è utilizzato per definire il meridiano fondamentale di Venere. | 43,9° N    | 0° E        | 23,6 km  |
| Asmik          | Nome proprio armeno.                                                                             | 3,9° N     | 166,4° E    | 19,5 km  |
| Astrid         | Nome proprio scandivano.                                                                         | 21,4° S    | 335,2° E    | 10,5 km  |
| Audrey         | Nome proprio inglese.                                                                            | 23,8° N    | 348,1° E    | 15,2 km  |
| Aurelia        | Aurelia Cotta - Nobildonna romana, madre di Gaio Giulio Cesare (120 a.C. – 54 a.C.)              | 20,3° N    | 331,8° E    | 31,1 km  |
| Austen         | Jane Austen - Scrittrice britannica (1775–1817).                                                 | 25° S      | 168,4° E    | 45,1 km  |
| Avene          | Nome proprio akan.                                                                               | 40,4° N    | 149,4° E    | 10 km    |
| Avviyar        | Avviyar - Scrittrice Tamil (fl. I secolo a.C.)                                                   | 18° S      | 353,7° E    | 20,6 km  |
| Ayana          | Nome proprio altai.                                                                              | 29,2° S    | 175,5° E    | 13,8 km  |
| Ayashe         | Nome proprio hausa.                                                                              | 22,7° N    | 31,4° E     | 6,7 km   |
| Ayisatu        | Nome proprio fula.                                                                               | 34,6° N    | 5,5° E      | 7 km     |

### B
| Cratere       | Eponimo                                                                       | Latitudine | Longitudine | Diametro |
| ------------- | ----------------------------------------------------------------------------- | ---------- | ----------- | -------- |
| Bachira       | Nome proprio algerino.                                                        | 26,5° N    | 10° E       | 7,3 km   |
| Badarzewska   | Tekla Bądarzewska-Baranowska - Compositrice polacca (1834–1861).              | 22,6° S    | 137,2° E    | 29,6 km  |
| Bahriyat      | Nome proprio cumucco.                                                         | 50,3° N    | 357,5° E    | 5 km     |
| Baker         | Joséphine Baker - Danzatrice statunitense naturalizzata francese (1906–1975). | 62,5° N    | 40,3° E     | 109 km   |
| Bakisat       | Nome proprio ceceno.                                                          | 26° N      | 356,8° E    | 7,4 km   |
| Balch         | Emily Greene Balch - Economista statunitense (1867–1961).                     | 29,9° N    | 282,9° E    | 40 km    |
| Ban Zhao      | Ban Zhao - Storiografa e poetessa cinese (c. 48–117).                         | 17,1° N    | 147° E      | 39 km    |
| Baranamtarra  | Baranamtarra - Regina mesopotamica (fl. XXV secolo a.C.)                      | 17,9° N    | 267,8° E    | 25,5 km  |
| Barauka       | Nome proprio hausa.                                                           | 10,6° N    | 346,3° E    | 12,9 km  |
| Barrera       | Oliva Sabuco de Nantes Barrera - Scrittrice spagnola (fl. XVI secolo).        | 16,6° N    | 109,4° E    | 27 km    |
| Barrymore     | Ethel Barrymore - Attrice statunitense (1879–1959).                           | 52,3° S    | 195,7° E    | 56,6 km  |
| Barsova       | Valerija Barsova - Cantante sovietica (1892-1967).                            | 61,3° N    | 223° E      | 76 km    |
| Barto         | Agnija Barto - Poetessa sovietica (1906-1981).                                | 45,3° N    | 146,3° E    | 48 km    |
| Barton        | Clara Barton - Fondatrice della Croce Rossa statunitense (1821–1912).         | 27,4° N    | 337,5° E    | 52,2 km  |
| Bascom        | Florence Bascom - Geologa statunitense (1862–1945).                           | 10,4° S    | 302,2° E    | 34,6 km  |
| Bashkirtseff  | Marija Konstantinovna Baškirceva - Pittrice russa (1858-1884).                | 14,7° N    | 194° E      | 36,2 km  |
| Bassi         | Laura Bassi - Matematica italiana (1711–1778).                                | 19° S      | 64,6° E     | 31 km    |
| Bathsheba     | Betsabea - Regina d'Israele (c. X secolo a.C.)                                | 15,1° S    | 49,5° E     | 32,3 km  |
| Batten        | Jean Batten - Aviatrice neozelandese (1909–1982).                             | 15,2° N    | 217,4° E    | 65 km    |
| Batya         | Nome proprio ebraico.                                                         | 72,7° N    | 235,4° E    | 9,3 km   |
| Beecher       | Catharine Beecher - Educatrice statunitense (1800–1878).                      | 13° N      | 253,4° E    | 40,4 km  |
| Behn          | Aphra Behn - Scrittrice britannica (1640–1689).                               | 32,4° S    | 142° E      | 25,4 km  |
| Bender        | Heidi Julia Bender - Artista statunitense.                                    | 13° S      | 327,4° E    | 39,8 km  |
| Berggolts     | Ol'ga Fëdorovna Berggol'c - Poetessa russa (1910–1975).                       | 63,5° S    | 53° E       | 29,5 km  |
| Bernadette    | Nome proprio francese.                                                        | 46,6° S    | 285,6° E    | 12,8 km  |
| Bernhardt     | Sarah Bernhardt - Attrice francese (1844–1923).                               | 31,6° N    | 84,4° E     | 25,3 km  |
| Bernice       | Nome proprio greco.                                                           | 40,7° S    | 14,8° E     | 12,6 km  |
| Berta         | Nome proprio finlandese.                                                      | 62° N      | 322° E      | 20 km    |
| Bette         | Nome proprio tedesco.                                                         | 24,6° S    | 347,9° E    | 7,2 km   |
| Bickerdyke    | Mary Ann Bickerdyke - Infermiera statunitense (1817-1901).                    | 82° S      | 171,3° E    | 36,3 km  |
| Bineta        | Nome proprio mandingo.                                                        | 57,3° N    | 144,1° E    | 10,7 km  |
| Birute        | Nome proprio lituano.                                                         | 36,1° N    | 32° E       | 22,3 km  |
| Blackburne    | Anna Blackburne - Biologa britannica (1726-1793).                             | 11° N      | 183,9° E    | 30,5 km  |
| Blanche       | Nome proprio francese.                                                        | 9,3° S     | 157° E      | 12,3 km  |
| Blixen        | Karen Blixen - Scrittrice danese (1885–1962).                                 | 60,1° S    | 145,7° E    | 20,8 km  |
| Bly           | Nellie Bly - Giornalista statunitense (1864–1922).                            | 37,7° N    | 305,5° E    | 18,7 km  |
| Boivin        | Marie Boivin - Ricercatrice francese (1773–1841).                             | 4,3° N     | 299,5° E    | 20,4 km  |
| Boleyn        | Anna Bolena - Regina inglese (c. 1501–1536).                                  | 24,4° N    | 220,1° E    | 70,4 km  |
| Bonnevie      | Kristine Bonnevie - Biologa norvegese (1872-1948).                            | 36,1° S    | 127° E      | 92,2 km  |
| Bonnin        | Gertrude Bonnin - Attivista Lakota (1876-1938), meglio nota come Zitkala-Sa.  | 6,3° S     | 117,6° E    | 28,5 km  |
| Boulanger     | Nadia Boulanger - Pianista francese (1887–1979).                              | 26,6° S    | 99,2° E     | 71,5 km  |
| Bourke-White  | Margaret Bourke-White - Fotografa statunitense (1904–1971).                   | 21,2° N    | 147,9° E    | 33,6 km  |
| Boyd          | Louise Boyd - Esploratrice statunitense (1887–1972).                          | 39,4° S    | 221,4° E    | 22 km    |
| Boye          | Karin Boye - Scrittrice svedese (1900–1941).                                  | 9,6° S     | 292,3° E    | 28 km    |
| Bradstreet    | Anne Bradstreet - Poetessa statunitense (1612–1672).                          | 16,5° N    | 47,7° E     | 36 km    |
| Bridgit       | Nome proprio irlandese.                                                       | 45,3° S    | 348,9° E    | 10 km    |
| Brooke        | Frances Brooke - Scrittrice canadese (1724–1789).                             | 48,4° N    | 296,6° E    | 22,9 km  |
| Browning      | Elizabeth Barrett Browning - Poetessa britannica (1806–1861).                 | 28,3° N    | 4,9° E      | 23,4 km  |
| Bryce         | Lucy Bryce - Medico australiana (1897-1968).                                  | 62,5° S    | 197° E      | 23,9 km  |
| Buck          | Pearl Sydenstricker Buck - Scrittrice statunitense (1892–1973).               | 5,7° S     | 349,6° E    | 21,8 km  |
| Budevska      | Adriana Budevska - Attrice bulgara (1878-1955).                               | 0,5° N     | 143,2° E    | 18 km    |
| Bugoslavskaya | Evgenija Bugoslavskaja - Astronoma sovietica (1899-1960).                     | 23° S      | 300,4° E    | 29,9 km  |

### C
| Cratere    | Eponimo                                                                                   | Latitudine | Longitudine | Diametro |
| ---------- | ----------------------------------------------------------------------------------------- | ---------- | ----------- | -------- |
| Caccini    | Francesca Caccini - Compositrice italiana (c. 1587–1640).                                 | 17,4° N    | 170,4° E    | 38,1 km  |
| Caitlin    | Nome proprio irlandese.                                                                   | 65,3° S    | 12° E       | 14,7 km  |
| Caiwenji   | Cai Wenji - Pittrice cinese (fl. II secolo d.C.)                                          | 12,4° S    | 287,6° E    | 22,6 km  |
| Caldwell   | Taylor Caldwell - Scrittrice statunitense (1900-1985).                                    | 23,6° N    | 112,4° E    | 51 km    |
| Callas     | Maria Callas - Soprano greco di origine statunitense, naturalizzata italiana (1923–1977). | 2,4° N     | 27° E       | 33,8 km  |
| Callirhoe  | Calliroe - Scultrice greca (c. 600 a.C.)                                                  | 21,2° N    | 140,7° E    | 33,8 km  |
| Caroline   | Nome proprio francese.                                                                    | 6,9° N     | 306,3° E    | 18 km    |
| Carr       | Emily Carr - Artista canadese (1871–1945).                                                | 24° S      | 295,7° E    | 31,9 km  |
| Carreno    | Teresa Carreño - Pianista venezuelana (1853–1917).                                        | 3,9° S     | 16,1° E     | 57 km    |
| Carson     | Rachel Carson - Biologa statunitense (1907–1964).                                         | 24,2° S    | 344,1° E    | 38,8 km  |
| Carter     | Maybelle Carter - Cantante statunitense (1909-1978).                                      | 5,3° N     | 67,3° E     | 17,5 km  |
| Castro     | Rosalía de Castro - Poetessa galiziana (1837–1885).                                       | 3,4° N     | 233,9° E    | 22,9 km  |
| Cather     | Willa Cather - Scrittrice statunitense (1873–1947).                                       | 47,1° N    | 107° E      | 24,6 km  |
| Centlivre  | Susanna Centlivre - Attrice inglese (1667-1723).                                          | 19,1° N    | 290,4° E    | 28,8 km  |
| Chapelle   | Georgette Chapelle - Giornalista statunitense (1919-1965).                                | 6,4° N     | 103,8° E    | 22 km    |
| Chechek    | Nome proprio tuvano.                                                                      | 2,6° S     | 272,3° E    | 7,2 km   |
| Chiyojo    | Chiyo-ni - Poetessa giapponese (1703-1775).                                               | 47,8° S    | 95,7° E     | 40,2 km  |
| Chloe      | Nome proprio greco.                                                                       | 7,4° S     | 98,6° E     | 18,6 km  |
| Cholpon    | Nome proprio kirghiso                                                                     | 40° N      | 290° E      | 6,3 km   |
| Christie   | Agatha Christie - Scrittrice britannica (1890–1976).                                      | 28,3° N    | 72,7° E     | 23,3 km  |
| Chubado    | Nome proprio Fula.                                                                        | 45,3° N    | 5,6° E      | 7 km     |
| Clara      | Nome proprio latino.                                                                      | 37,5° S    | 235,3° E    | 3,2 km   |
| Clementina | Nome proprio portoghese.                                                                  | 35,9° N    | 208,6° E    | 4 km     |
| Cleopatra  | Cleopatra - Regina egizia (69–30 a.C.)                                                    | 65,8° N    | 7,1° E      | 105 km   |
| Cline      | Patsy Cline - Cantante statunitense (1932–1963).                                          | 21,8° S    | 317,1° E    | 38 km    |
| Clio       | Nome proprio greco.                                                                       | 6,3° N     | 333,5° E    | 11,4 km  |
| Cochran    | Jacqueline Cochran - Aviatrice statunitense (1906–1980).                                  | 51,9° N    | 143,4° E    | 100 km   |
| Cohn       | Ola Cohn - Artista australiana (1892-1964).                                               | 33,3° S    | 208,1° E    | 18,3 km  |
| Colleen    | Nome proprio irlandese.                                                                   | 60,8° S    | 162,2° E    | 13,5 km  |
| Comnena    | Anna Comnena - Principessa e scrittrice bizantina (1083–1153).                            | 1,2° N     | 343,7° E    | 19,5 km  |
| Conway     | Anne Conway - Filosofa inglese (1631–1679).                                               | 48,3° N    | 39° E       | 49,3 km  |
| Cori       | Gerty Theresa Cori - Biochimica ceca (1896–1957).                                         | 25,4° N    | 72,9° E     | 56,1 km  |
| Corinna    | Corinna - Poetessa greca (fl. V secolo a.C.)                                              | 22,9° N    | 40,6° E     | 19,2 km  |
| Corpman    | Elisabeth Hevelius - Astronoma polacca (1647 - 1693).                                     | 0,3° N     | 151,8° E    | 46 km    |
| Cortese    | Isabella Cortese - Scrittrice italiana (m. 1561).                                         | 11,4° S    | 218,4° E    | 27,7 km  |
| Cotton     | Eugénie Cotton - Fisica francese (1881-1967).                                             | 70,8° N    | 300,2° E    | 48,1 km  |
| Cunitz     | Maria Cunitz - Astronoma polacca (1610–1664).                                             | 14,5° N    | 350,9° E    | 48,6 km  |
| Cynthia    | Nome proprio greco.                                                                       | 16,7° S    | 347,5° E    | 15,9 km  |

### D
| Cratere       | Eponimo                                                                          | Latitudine | Longitudine | Diametro |
| ------------- | -------------------------------------------------------------------------------- | ---------- | ----------- | -------- |
| Dado          | Nome proprio fula.                                                               | 13,9° S    | 87,6° E     | 11,2 km  |
| Dafina        | Nome proprio albanese.                                                           | 28,6° N    | 244,1° E    | 5,5 km   |
| Danilova      | Marija Danilova (1793-1810) e Alexandra Danilova (1903-1997) - Danzatrici russe. | 26,4° S    | 337,2° E    | 48,8 km  |
| Danute        | Nome proprio lituano.                                                            | 63,5° S    | 56,5° E     | 12,3 km  |
| Daphne        | Nome proprio greco.                                                              | 41,3° N    | 280,4° E    | 15,5 km  |
| Darline       | Nome proprio inglese.                                                            | 19,3° S    | 232,6° E    | 13 km    |
| Dashkova      | Ekaterina Daškova - Filologa russa (1743-1810).                                  | 78,2° N    | 306,5° E    | 45,1 km  |
| Datsolalee    | Dat So La Lee - Artista Washoe (1829–1925).                                      | 38,3° N    | 171,8° E    | 17,5 km  |
| de Ayala      | Josefa de Ayala - Pittrice spagnola (1630-1684).                                 | 12,4° N    | 31,9° E     | 19 km    |
| de Beausoleil | Martine de Beausoleil - Ricercatrice francese (fl. XVII secolo)                  | 5° S       | 102,8° E    | 28,2 km  |
| de Beauvoir   | Simone de Beauvoir - Scrittrice francese (1908–1986).                            | 2° N       | 96,1° E     | 52,5 km  |
| de Lalande    | Marie-Jeanne de Lalande - Astronoma francese (1768-1832).                        | 20,5° N    | 355° E      | 21,3 km  |
| de Staël      | Madame de Staël - Scrittrice francese (1766–1817).                               | 37,4° N    | 324,3° E    | 25 km    |
| De Witt       | Lydia De Witt - Patologa statunitense (1859-1928).                               | 6,5° S     | 275,6° E    | 20,7 km  |
| Deborah       | Nome proprio ebraico.                                                            | 37,3° S    | 10,6° E     | 9,7 km   |
| Defa          | Nome proprio fula.                                                               | 32,2° N    | 11,3° E     | 8,5 km   |
| Degu          | Nome proprio adighè.                                                             | 27,3° N    | 289,9° E    | 5,5 km   |
| Deken         | Aagje Deken - Scrittrice olandese (1741–1804).                                   | 47,1° N    | 288,5° E    | 48 km    |
| Deledda       | Grazia Deledda - Scrittrice italiana (1871–1936).                                | 76° N      | 127,5° E    | 32 km    |
| Delilah       | Nome proprio ebraico.                                                            | 57,9° S    | 250,2° E    | 18,5 km  |
| Deloria       | Ella Cara Deloria - Antropologa Sioux (1888–1971).                               | 32° S      | 97,1° E     | 31,9 km  |
| Dena          | Nome proprio lituano.                                                            | 20,7° S    | 338,7° E    | 2,4 km   |
| Denise        | Nome proprio greco.                                                              | 14,4° S    | 94,7° E     | 2 km     |
| d'Este        | Isabella d'Este - Nobildonna italiana (1474–1539).                               | 34,3° S    | 238,9° E    | 21,6 km  |
| Devorah       | Nome proprio ebraico.                                                            | 22,5° S    | 343,4° E    | 4,8 km   |
| Devorguilla   | Devorguilla - Eroina irlandese.                                                  | 15,3° N    | 4° E        | 22,9 km  |
| Dheepa        | Nome proprio hindi.                                                              | 21,6° S    | 176,3° E    | 4,7 km   |
| Dickinson     | Emily Dickinson - Poetessa statunitense (1830–1886).                             | 74,6° N    | 177,2° E    | 67,5 km  |
| Dinah         | Nome proprio ebraico.                                                            | 62,9° S    | 37,1° E     | 15,6 km  |
| Dix           | Dorothea Dix - Attivista statunitense (1802–1887).                               | 37° S      | 329° E      | 63,3 km  |
| Dolores       | Nome proprio spagnolo.                                                           | 51,4° N    | 201,6° E    | 12,6 km  |
| Domnika       | Nome proprio moldavo.                                                            | 18,4° N    | 294,3° E    | 6,7 km   |
| Doris         | Nome proprio greco.                                                              | 2,3° N     | 90° E       | 14,5 km  |
| Dorothy       | Nome proprio greco.                                                              | 35,4° S    | 11,3° E     | 8,4 km   |
| du Chatelet   | Émilie du Châtelet - Matematica e fisica francese (1706–1749).                   | 21,5° N    | 165° E      | 18,5 km  |
| Duncan        | Isadora Duncan - Danzatrice statunitense (1878–1927)                             | 68,1° N    | 291,7° E    | 40,3 km  |
| Dunghe        | Nome proprio calmucco.                                                           | 56,2° S    | 295,3° E    | 5,5 km   |
| Durant        | Ariel Durant - Scrittrice statunitense (1898–1981).                              | 62,3° S    | 227,7° E    | 21,1 km  |
| Duse          | Eleonora Duse - Attrice italiana (1858–1924).                                    | 82,5° S    | 358° E      | 30,4 km  |
| Dyasya        | Nome proprio nganaseno.                                                          | 5,1° N     | 297,6° E    | 7,8 km   |

### E
| Cratere    | Eponimo                                                         | Latitudine | Longitudine | Diametro |
| ---------- | --------------------------------------------------------------- | ---------- | ----------- | -------- |
| Edgeworth  | Maria Edgeworth - Scrittrice irlandese (1767–1849).             | 32,2° N    | 22,8° E     | 29 km    |
| Edinger    | Tilly Edinger - Geologa statunitense (1897-1967).               | 68,8° S    | 208,5° E    | 33,3 km  |
| Efimova    | Nina Simonovič-Efimova - Pittrice sovietica (1877-1948).        | 81° N      | 223° E      | 26,5 km  |
| Eila       | Nome proprio finlandese.                                        | 75° S      | 94,6° E     | 9,5 km   |
| Eileen     | Nome proprio irlandese.                                         | 22,8° S    | 232,7° E    | 16,1 km  |
| Eini       | Nome proprio finlandese.                                        | 41,6° S    | 96,4° E     | 5,9 km   |
| Elena      | Nome proprio italiano.                                          | 18,3° S    | 73,4° E     | 17,6 km  |
| Elenora    | Nome proprio tedesco.                                           | 47,1° N    | 6,9° E      | 4,5 km   |
| Elizabeth  | Nome proprio ebraico.                                           | 59,1° N    | 215,4° E    | 10,5 km  |
| Ellen      | Nome proprio tedesco.                                           | 22,8° S    | 281,3° E    | 14,6 km  |
| Elma       | Nome proprio finlandese.                                        | 10,1° S    | 91,1° E     | 10,2 km  |
| Elza       | Nome proprio lettone.                                           | 34,4° S    | 275,9° E    | 18 km    |
| Emilia     | Nome proprio svedese.                                           | 26,5° S    | 88,2° E     | 12,5 km  |
| Emma       | Nome proprio tedesco.                                           | 13,7° S    | 302,3° E    | 11,8 km  |
| Enid       | Nome proprio celtico.                                           | 16,4° N    | 352,1° E    | 9,2 km   |
| Erika      | Nome proprio ungherese e tedesco.                               | 72° N      | 175,4° E    | 10,5 km  |
| Erin       | Nome proprio irlandese.                                         | 47° S      | 184,8° E    | 13,6 km  |
| Erinna     | Erinna - Poetessa greca (fl. IV secolo a.C.)                    | 78° S      | 309,1° E    | 33,8 km  |
| Erkeley    | Nome proprio Altai.                                             | 43,9° N    | 103,3° E    | 8 km     |
| Ermolova   | Marija Ermolova - Attrice russa (1853-1928).                    | 60,3° N    | 154,4° E    | 60,9 km  |
| Erxleben   | Dorothea Erxleben - Prima donna medico in Germania (1715-1762). | 50,9° S    | 39,4° E     | 31,6 km  |
| Escoda     | Josefa Llanes Escoda - Attivista filippina (1898–1945).         | 18,2° N    | 149,5° E    | 19,6 km  |
| Esmeralda  | Nome proprio gitano.                                            | 64,4° N    | 104,5° E    | 9,8 km   |
| Estelle    | Nome proprio latino.                                            | 1,1° N     | 93,7° E     | 18,8 km  |
| Esterica   | Nome proprio rumeno.                                            | 36,8° N    | 3,6° E      | 3,6 km   |
| Esther     | Nome proprio persiano                                           | 19,4° N    | 21,8° E     | 17,6 km  |
| Eudocia    | Elia Eudocia - Imperatrice bizantina (c. 401–460)               | 59,1° S    | 202° E      | 27,5 km  |
| Eugenia    | Nome proprio greco.                                             | 80,6° N    | 105,4° E    | 6 km     |
| Evangeline | Nome proprio greco.                                             | 69,6° N    | 221,9° E    | 16 km    |
| Evelyn     | Nome proprio celtico.                                           | 61,2° S    | 212,3° E    | 18 km    |
| Evika      | Nome proprio tataro.                                            | 5,1° S     | 31,4° E     | 20,3 km  |
| Ezraela    | Nome proprio ebraico.                                           | 57° N      | 186,8° E    | 7,8 km   |

### F
| Cratere    | Eponimo                                                            | Latitudine | Longitudine | Diametro |
| ---------- | ------------------------------------------------------------------ | ---------- | ----------- | -------- |
| Faiga      | Nome proprio inglese.                                              | 4,9° N     | 170,9° E    | 9,6 km   |
| Faina      | Nome proprio turco.                                                | 71,1° N    | 100,7° E    | 10 km    |
| Farida     | Nome proprio arabo.                                                | 4,8° N     | 39° E       | 18 km    |
| Fatima     | Nome proprio arabo.                                                | 17,8° S    | 31,9° E     | 14,5 km  |
| Faufau     | Nome proprio polinesiano.                                          | 18,8° N    | 8,3° E      | 7,8 km   |
| Fava       | Nome proprio kirghiso.                                             | 0,7° S     | 87,4° E     | 9,7 km   |
| Fazu       | Nome proprio avaro.                                                | 32,4° N    | 106° E      | 6,1 km   |
| Fedorets   | Valentina Aleksandrovna Fedorec - Astronoma sovietica (1923-1976). | 59,7° N    | 65,6° E     | 57,6 km  |
| Felicia    | Nome proprio latino.                                               | 19,8° S    | 226,5° E    | 11,5 km  |
| Ferber     | Edna Ferber - Scrittrice statunitense (1885–1968).                 | 26,4° N    | 12,9° E     | 23,1 km  |
| Fernandez  | María Antonia Fernández - Attrice spagnola (fl. XVIII secolo).     | 76,2° N    | 17,2° E     | 23,7 km  |
| Ferrier    | Kathleen Ferrier - Contralto britannica (1912–1953).               | 15,7° N    | 111,3° E    | 29,1 km  |
| Feruk      | Nome proprio Nivchi.                                               | 64° S      | 107,6° E    | 8,3 km   |
| Festa      | Matilde Festa - Pittrice italiana (1890–1957).                     | 11,5° N    | 27,2° E     | 35,3 km  |
| Fiona      | Nome proprio celtico.                                              | 5° N       | 166,6° E    | 3,5 km   |
| Firuza     | Nome proprio persiano.                                             | 51,8° N    | 108° E      | 6 km     |
| Flagstad   | Kirsten Flagstad - Soprano norvegese (1895–1962).                  | 54,3° S    | 18,9° E     | 39,2 km  |
| Florence   | Nome proprio inglese.                                              | 15,2° S    | 85° E       | 10,5 km  |
| Flutra     | Nome proprio albanese.                                             | 68,4° S    | 112° E      | 6 km     |
| Fossey     | Dian Fossey - Zoologa statunitense (1932–1985).                    | 2° N       | 188,7° E    | 30,4 km  |
| Fouquet    | Marie Fouquet - Scrittrice francese (fl. XVII secolo).             | 15,1° S    | 203,5° E    | 47,8 km  |
| Francesca  | Nome proprio italiano.                                             | 28° S      | 57,7° E     | 17 km    |
| Frank      | Anna Frank - Vittima della Shoah (1929–1945).                      | 13,1° S    | 12,9° E     | 22,7 km  |
| Fredegonde | Fredegonda - Regina di Neustria (545–597).                         | 50,5° S    | 93,3° E     | 25,2 km  |
| Frida      | Nome proprio svedese.                                              | 68,2° N    | 55,6° E     | 21,6 km  |
| Frosya     | Nome proprio russo.                                                | 29,5° N    | 113,4° E    | 9,8 km   |
| Fukiko     | Nome proprio giapponese.                                           | 23,1° S    | 105,8° E    | 13,9 km  |

### G
| Cratere        | Eponimo                                                                                      | Latitudine | Longitudine | Diametro |
| -------------- | -------------------------------------------------------------------------------------------- | ---------- | ----------- | -------- |
| Gabriela       | Nome proprio ebraico.                                                                        | 17,8° S    | 240,4° E    | 17,5 km  |
| Gahano         | Nome proprio seneca.                                                                         | 80,2° S    | 77,4° E     | 4,5 km   |
| Gail           | Nome proprio ebraico.                                                                        | 16,1° S    | 97,5° E     | 10 km    |
| Galina         | Nome proprio bulgaro.                                                                        | 47,6° N    | 307,1° E    | 16,8 km  |
| Galindo        | Beatriz Galindo - Medico ed educatrice spagnola (1465-1534).                                 | 23,3° S    | 258,8° E    | 23,8 km  |
| Gautier        | Judith Gautier - Poetessa francese (1845–1917).                                              | 26,3° N    | 42,8° E     | 59,3 km  |
| Gaze           | Vera Gaze - Astronoma sovietica (1899-1954).                                                 | 17,9° N    | 240,2° E    | 33,3 km  |
| Gentileschi    | Artemisia Gentileschi - Pittrice italiana (1593–1653)                                        | 45,2° N    | 260,6° E    | 20,5 km  |
| Georgina       | Nome proprio greco.                                                                          | 20,4° S    | 58,8° E     | 5,9 km   |
| Germain        | Sophie Germain - Matematica francese (1776–1831).                                            | 37,9° S    | 63,7° E     | 35,5 km  |
| Giliani        | Alessandra Giliani - Secondo una falsa tradizione storica, anatomista italiana del Trecento. | 72,9° S    | 142,1° E    | 19,9 km  |
| Gillian        | Nome proprio latino.                                                                         | 15,2° S    | 50,1° E     | 14,7 km  |
| Gilmore        | Mary Gilmore - Poetessa e giornalista australiana.                                           | 6,7° S     | 132,8° E    | 21,3 km  |
| Gina           | Nome proprio italiano.                                                                       | 78,1° N    | 76,5° E     | 14,6 km  |
| Giselle        | Nome proprio francese.                                                                       | 11,8° S    | 298° E      | 10,4 km  |
| Glaspell       | Susan Glaspell - Scrittrice statunitense (1876–1948).                                        | 58,4° S    | 269,6° E    | 26,3 km  |
| Gloria         | Nome proprio portoghese.                                                                     | 68,5° N    | 94,2° E     | 20,7 km  |
| Godiva         | Lady Godiva - Nobildonna anglosassone (990-1067).                                            | 56,1° S    | 251,6° E    | 30,7 km  |
| Goeppert-Mayer | Maria Goeppert-Mayer - Fisica tedesca naturalizzata statunitense (1906–1972).                | 59,7° N    | 26,8° E     | 33,5 km  |
| Golubkina      | Anna Golubkina - Scultrice sovietica (1864-1927).                                            | 60,3° N    | 286,5° E    | 28,4 km  |
| Goncharova     | Natal'ja Sergeevna Gončarova - Pittrice russa (1881–1962).                                   | 63° S      | 97,7° E     | 30,3 km  |
| Grace          | Nome proprio greco.                                                                          | 13,8° S    | 268,9° E    | 19 km    |
| Gražina        | Nome proprio lituano.                                                                        | 72,4° N    | 337,5° E    | 16,5 km  |
| Greenaway      | Kate Greenaway - Scrittrice britannica (1846–1901).                                          | 22,9° N    | 145,1° E    | 93 km    |
| Gregory        | Augusta Gregory - Autrice irlandese (1852–1932).                                             | 7,1° N     | 95,8° E     | 18 km    |
| Gretchen       | Nome proprio tedesco.                                                                        | 59,7° S    | 212,3° E    | 20,8 km  |
| Grey           | Jane Grey - Regina d'Inghilterra (1537 – 1554).                                              | 52,4° S    | 329,4° E    | 50 km    |
| Grimke         | Sarah Grimké - Abolizionista statunitense (1792–1873).                                       | 17,2° N    | 215,3° E    | 34,8 km  |
| Guan Daosheng  | Guan Daosheng - Pittrice e calligrafa cinese (1262-1319).                                    | 61,1° S    | 181,8° E    | 43,6 km  |
| Gudrun         | Nome proprio norvegese.                                                                      | 10,6° N    | 326,4° E    | 13,3 km  |
| Guilbert       | Yvette Guilbert - Attrice francese (1865-1944).                                              | 58° S      | 13,6° E     | 25,5 km  |
| Gulchatay      | Nome proprio arabo.                                                                          | 20,5° N    | 295,5° E    | 9 km     |
| Gulnara        | Nome proprio persiano.                                                                       | 23,7° S    | 174° E      | 5 km     |
| Guzel          | Nome proprio turco.                                                                          | 57,6° S    | 298,7° E    | 7,3 km   |
| Gwynn          | Nell Gwyn - Attrice inglese (1650–1687).                                                     | 9,7° N     | 37,2° E     | 32 km    |

### H
| Cratere     | Eponimo                                                                 | Latitudine | Longitudine | Diametro |
| ----------- | ----------------------------------------------------------------------- | ---------- | ----------- | -------- |
| Hadisha     | Nome proprio kazaco.                                                    | 39° S      | 97,2° E     | 8,9 km   |
| Halima      | Nome proprio hausa.                                                     | 28,5° N    | 14,6° E     | 8,9 km   |
| Halle       | Wilhelmina Halle - Violinista austriaca (1839-1911).                    | 19,8° S    | 145,5° E    | 21,5 km  |
| Hamuda      | Nome proprio ebraico.                                                   | 62,9° N    | 2,5° E      | 15,8 km  |
| Hanka       | Nome proprio ceco.                                                      | 27,3° S    | 114,3° E    | 5 km     |
| Hannah      | Nome proprio ebraico.                                                   | 17,9° N    | 102,6° E    | 19,8 km  |
| Hansberry   | Lorraine Hansberry - Commediografa statunitense (1930-1965).            | 22,7° S    | 324,1° E    | 26,6 km  |
| Hapei       | Nome proprio Cheyenne.                                                  | 66,1° N    | 178° E      | 4,2 km   |
| Hayashi     | Fumiko Hayashi - Scrittrice giapponese (1903-1951).                     | 53,8° N    | 243,9° E    | 43,1 km  |
| Heather     | Nome proprio inglese.                                                   | 6,8° S     | 334,1° E    | 11,5 km  |
| Heidi       | Nome proprio tedesco.                                                   | 23,6° N    | 350,1° E    | 15,2 km  |
| Helga       | Nome proprio norvegese.                                                 | 10,4° S    | 116,7° E    | 8,8 km   |
| Hellman     | Lillian Hellman - Commediografa e autrice statunitense (1905-1984).     | 4,7° N     | 356,3° E    | 34,7 km  |
| Heloise     | Eloisa - Suora, medico e scrittrice francese (c. 1098-1164).            | 40° N      | 51,9° E     | 38 km    |
| Helvi       | Nome proprio estone.                                                    | 12,4° N    | 82,7° E     | 12,2 km  |
| Henie       | Sonja Henie - Pattinatrice norvegese (1912-1969).                       | 51,9° S    | 146° E      | 70,4 km  |
| Hepworth    | Barbara Hepworth - Scultrice britannica (1903-1975).                    | 5,1° N     | 94,7° E     | 62,6 km  |
| Higgins     | Marguerite Higgins - Giornalista statunitense (1920-1966).              | 8,1° N     | 241,3° E    | 40 km    |
| Hilkka      | Nome proprio finlandese.                                                | 69° S      | 72° E       | 10,3 km  |
| Himiko      | Himiko - Regina giapponese (c. 175–248),                                | 19° N      | 124,3° E    | 36,6 km  |
| Hiriata     | Nome proprio polinesiano.                                               | 15,3° N    | 23,5° E     | 5 km     |
| Hiromi      | Nome proprio giapponese.                                                | 35,2° N    | 287,3° E    | 6 km     |
| Holiday     | Billie Holiday - Cantante statunitense (1915-1959).                     | 46,7° S    | 12,8° E     | 27,7 km  |
| Horner      | Mary Horner Lyell - Naturalista e geologa britannica (fl. XIX secolo).  | 23,4° N    | 97,7° E     | 25,2 km  |
| Howe        | Julia Ward Howe - Biografa e poetessa statunitense (1819-1910).         | 45,7° S    | 174,8° E    | 38,6 km  |
| Hsueh T'ao  | Hsueh T'ao - Poetessa e artista cinese (fl. VIII secolo).               | 52,6° S    | 13,8° E     | 21 km    |
| Hua Mulan   | Hua Mulan - Guerriera cinese (fl. VI secolo).                           | 86,8° N    | 337,7° E    | 24 km    |
| Huang Daopo | Huang Daopo - Inventrice cinese.                                        | 54,2° S    | 165,3° E    | 29,1 km  |
| Huarei      | Nome proprio polinesiano.                                               | 15° N      | 32,3° E     | 8,5 km   |
| Hull        | Peggy Hull - Corrispondente di guerra statunitense (1889-1967).         | 59,4° N    | 263,6° E    | 47,3 km  |
| Hurston     | Zora Neale Hurston - Scrittrice e antropologa statunitense (1891-1960). | 77,6° S    | 94,7° E     | 52,4 km  |
| Hwangcini   | Hwangcini - Poetessa coreana (fl. XVI secolo).                          | 6,3° N     | 141,8° E    | 30,2 km  |

### I
| Cratere  | Eponimo                                               | Latitudine | Longitudine | Diametro |
| -------- | ----------------------------------------------------- | ---------- | ----------- | -------- |
| Icheko   | Nome proprio evenco.                                  | 6,6° N     | 97,9° E     | 5,9 km   |
| Ichikawa | Fusae Ichikawa - Femminista giapponese (1893-1981).   | 61,6° S    | 156,3° E    | 31,4 km  |
| Ilga     | Nome proprio lettone.                                 | 12,4° S    | 307,3° E    | 10,8 km  |
| Imagmi   | Nome proprio eschimese.                               | 48,4° S    | 100,7° E    | 7,6 km   |
| Indira   | Nome proprio indù.                                    | 64,1° N    | 289,8° E    | 16,6 km  |
| Ines     | Nome proprio portoghese e spagnolo.                   | 67,1° S    | 241,9° E    | 11,2 km  |
| Inga     | Nome proprio danese.                                  | 38,1° N    | 226,6° E    | 10 km    |
| Ingrid   | Nome proprio scandinavo.                              | 12,4° S    | 308,9° E    | 11,5 km  |
| Inira    | Nome proprio eschimese.                               | 43,1° S    | 239,4° E    | 16,5 km  |
| Inkeri   | Nome finlandese.                                      | 28,3° S    | 223,9° E    | 10,1 km  |
| Iondra   | Nome proprio selkupico.                               | 10,5° N    | 286,5° E    | 7,9 km   |
| Iraida   | Nome proprio greco.                                   | 27,8° N    | 108,1° E    | 6,5 km   |
| Irene    | Nome proprio greco.                                   | 49,8° N    | 134° E      | 13,6 km  |
| Irina    | Nome proprio russo.                                   | 35° N      | 91,2° E     | 15,2 km  |
| Irinuca  | Nome proprio rumeno.                                  | 51,4° N    | 121,9° E    | 8 km     |
| Irma     | Nome finlandese.                                      | 50,9° S    | 122° E      | 9,5 km   |
| Isabella | Isabella di Castiglia - Regina di Spagna (1451-1504). | 29,8° S    | 204,2° E    | 175 km   |
| Isako    | Nome proprio giapponese.                              | 9° S       | 278° E      | 13,5 km  |
| Isolde   | Nome proprio inglese.                                 | 74,5° S    | 211,9° E    | 11,9 km  |
| Istadoy  | Nome proprio persiano.                                | 51,8° S    | 132,6° E    | 5,4 km   |
| Ivka     | Nome proprio serbocroato.                             | 68,2° N    | 303,8° E    | 14,9 km  |
| Ivne     | Nome proprio coriaca.                                 | 27° S      | 132,8° E    | 9 km     |
| Izakay   | Nome proprio mari.                                    | 12,3° S    | 210,8° E    | 10,2 km  |
| Izudyr   | Nome proprio mari.                                    | 53,9° S    | 135,2° E    | 6,6 km   |

### J
| Cratere      | Eponimo                                            | Latitudine | Longitudine | Diametro |
| ------------ | -------------------------------------------------- | ---------- | ----------- | -------- |
| Jaantje      | Nome proprio olandese.                             | 46,5° N    | 123° E      | 7,8 km   |
| Jacqueline   | Nome proprio francese.                             | 70,1° S    | 123,6° E    | 16,5 km  |
| Jadwiga      | Nome proprio polacco.                              | 68,4° N    | 91° E       | 12,7 km  |
| Jalgurik     | Nome proprio evenco.                               | 42,3° S    | 125,1° E    | 7,5 km   |
| Jamila       | Nome proprio arabo.                                | 45,8° N    | 134,8° E    | 7,9 km   |
| Jane         | Nome proprio ebraico.                              | 60,5° S    | 304,8° E    | 10,2 km  |
| Janice       | Nome proprio inglese.                              | 87,3° N    | 261,9° E    | 10 km    |
| Janina       | Nome proprio polacco.                              | 2° S       | 135,7° E    | 9,3 km   |
| Janyl        | Nome proprio kirghiso.                             | 28° S      | 138,8° E    | 5,6 km   |
| Jasmin       | Nome proprio persiano.                             | 15,6° N    | 61,6° E     | 15,1 km  |
| Jeanne       | Nome proprio francese.                             | 40,1° N    | 331,5° E    | 19,4 km  |
| Jennifer     | Nome proprio greco.                                | 4,6° S     | 99,8° E     | 9,6 km   |
| Jerusha      | Nome proprio ebraico.                              | 22° S      | 342,7° E    | 17,2 km  |
| Jex-Blake    | Sophia Jex-Blake - Medico britannico (1840-1912).  | 65,4° N    | 169,3° E    | 31,6 km  |
| Jhirad       | Jerusha Jhirad - Medico indiano.                   | 16,8° S    | 105,6° E    | 50,2 km  |
| Jitka        | Nome proprio slovacco.                             | 61,9° S    | 70,9° E     | 13 km    |
| Jocelyn      | Nome proprio tedesco.                              | 33,2° S    | 276,4° E    | 14 km    |
| Jodi         | Nome proprio inglese.                              | 35,7° S    | 68,7° E     | 10,2 km  |
| Johanna      | Nome proprio ebraico.                              | 19,5° N    | 247,3° E    | 15,1 km  |
| Johnson      | Amy Johnson - Aviatrice australiana (1903-1941).   | 51,8° N    | 254,6° E    | 24,5 km  |
| Joliot-Curie | Irène Joliot-Curie - Chimica francese (1897-1956). | 1,6° S     | 62,4° E     | 91,1 km  |
| Joshee       | Anandibai Joshee - Medico indiano (1865-1887).     | 5,5° N     | 288,7° E    | 37 km    |
| Juanita      | Nome proprio spagnolo.                             | 62,8° S    | 90° E       | 19,3 km  |
| Judith       | Nome proprio ebraico.                              | 29,1° S    | 104,5° E    | 16,6 km  |
| Julie        | Nome proprio tedesco/ceco.                         | 51° N      | 242,6° E    | 13,5 km  |
| Jumaisat     | Nome proprio cumucco.                              | 15,1° S    | 135,6° E    | 7,5 km   |
| Jutta        | Nome finlandese.                                   | 0° S       | 142,6° E    | 7 km     |

### K
| Cratere    | Eponimo                                                           | Latitudine | Longitudine | Diametro |
| ---------- | ----------------------------------------------------------------- | ---------- | ----------- | -------- |
| Kafutchi   | Nome proprio bantu.                                               | 26,7° N    | 16,4° E     | 7,1 km   |
| Kahlo      | Frida Kahlo - Pittrice messicana (1907-1954).                     | 59,9° S    | 178,9° E    | 35,6 km  |
| Kaikilani  | Ka'ikilani - Regina dell'isola di Hawai'i (1550 - 1605).          | 32,8° S    | 163,2° E    | 19,9 km  |
| Kaisa      | Nome finlandese.                                                  | 13,5° N    | 293,3° E    | 12 km    |
| Kala       | Nome proprio coriaco                                              | 1,5° N     | 314,4° E    | 17,4 km  |
| Kalombo    | Nome proprio bantu.                                               | 30,5° S    | 34° E       | 9,6 km   |
| Kanik      | Nome proprio Sachalin.                                            | 32,5° S    | 249,9° E    | 16,5 km  |
| Karen      | Nome proprio greco.                                               | 12,4° S    | 17,7° E     | 10,5 km  |
| Karo       | Nome proprio maori.                                               | 21,9° N    | 37,2° E     | 7 km     |
| Kartini    | Raden Adjeng Kartini - Educatrice giavanese (1879-1904).          | 57,8° N    | 333° E      | 23,4 km  |
| Kastusha   | Nome proprio mordoviano.                                          | 28,6° S    | 59,9° E     | 13 km    |
| Katrya     | Nome proprio ucraino.                                             | 29,5° S    | 108,7° E    | 9,2 km   |
| Katya      | Nome russo.                                                       | 57,8° N    | 285,7° E    | 10,5 km  |
| Kauffman   | Angelika Kauffmann - Pittrice svizzera (1741-1807).               | 49,4° N    | 27,1° E     | 25,5 km  |
| Kavtora    | Nome proprio afgano.                                              | 59° N      | 23,3° E     | 9,8 km   |
| Kelea      | Keleanohoana'api'api - Principessa di Maui (fl. XV secolo).       | 8,9° N     | 25,6° E     | 24,5 km  |
| Kelila     | Nome proprio ebraico.                                             | 52,6° N    | 191,8° E    | 5 km     |
| Kelly      | Nome proprio gaelico.                                             | 4,8° S     | 359,2° E    | 11,2 km  |
| Kemble     | Fanny Kemble - Attrice britannica (1809-1893).                    | 47,7° N    | 14,9° E     | 23,6 km  |
| Kenny      | Elizabeth Kenny - Infermiera e terapeuta australiana (1886-1952). | 44,4° S    | 271,1° E    | 52,7 km  |
| Ketzia     | Nome proprio ebraico.                                             | 3,9° N     | 300,5° E    | 14,6 km  |
| Khadako    | Nome proprio nenci.                                               | 54,2° N    | 139,3° E    | 7,4 km   |
| Khafiza    | Nome proprio arabo.                                               | 6° N       | 299,2° E    | 7 km     |
| Khatun     | Mihri Khatun - Poetessa turca (1456-1514).                        | 40,3° N    | 87,2° E     | 44,1 km  |
| Khelifa    | Nome proprio arabo.                                               | 1,5° S     | 129,9° E    | 10,8 km  |
| Kimitonga  | Nome proprio polinesiano.                                         | 25,1° S    | 48,3° E     | 5 km     |
| Kingsley   | Mary Kingsley - Esploratrice e scrittrice britannica (1862-1900). | 22,6° S    | 306,4° E    | 26,6 km  |
| Kiris      | Nome proprio lettone.                                             | 20,9° N    | 98,8° E     | 13,3 km  |
| Kitna      | Nome proprio della Kamčatka.                                      | 28,9° S    | 277,3° E    | 15,3 km  |
| Klafsky    | Katharina Klafsky - Cantante d'opera ungherese (1855-1896).       | 20,7° S    | 188,1° E    | 25,5 km  |
| Klenova    | Marija Klënova - Geologa sovietica (1898–1976).                   | 78,1° N    | 104,5° E    | 141 km   |
| Kodu       | Nome proprio wolof.                                               | 0,9° N     | 338,7° E    | 10,5 km  |
| Koidula    | Lydia Koidula - Poetessa estone (1843-1886).                      | 64,2° N    | 139,6° E    | 67 km    |
| Koinyt     | Nome proprio nivchi.                                              | 30,9° S    | 293,2° E    | 11,7 km  |
| Kollado    | Nome proprio fulano.                                              | 61° S      | 53,4° E     | 5,5 km   |
| Kollwitz   | Käthe Kollwitz - Artista tedesca (1867-1945).                     | 25,2° N    | 133,6° E    | 29,1 km  |
| Konopnicka | Maria Konopnicka - Poetessa polacca (1842-1910).                  | 14,5° N    | 166,6° E    | 20,1 km  |
| Kosi       | Nome proprio ewe.                                                 | 43,9° S    | 54,9° E     | 7,7 km   |
| Kristina   | Nome proprio sloveno.                                             | 65,2° S    | 315,9° E    | 9,7 km   |
| Kumba      | Nome proprio fulano.                                              | 26,3° N    | 332,7° E    | 11,4 km  |
| Kumudu     | Nome proprio singalese.                                           | 61,3° N    | 154,1° E    | 4,4 km   |
| Kuro       | Nome proprio fulano.                                              | 7,8° N     | 57,6° E     | 8,8 km   |
| Kyen       | Nome proprio bantu.                                               | 6,2° S     | 64,7° E     | 5,2 km   |
| Kylli      | Nome finlandese.                                                  | 41,1° N    | 67° E       | 13,2 km  |

### L
| Cratere     | Eponimo                                                          | Latitudine | Longitudine | Diametro |
| ----------- | ---------------------------------------------------------------- | ---------- | ----------- | -------- |
| La Fayette  | Madame de La Fayette - francese (1634–1693).                     | 70,2° N    | 107,6° E    | 39,6 km  |
| Lachappelle | Marie-Louise Lachapelle - Ricercatrice francese (1769-1821).     | 26,7° N    | 336,7° E    | 36,8 km  |
| Lagerlöf    | Selma Lagerlöf - Scrittrice svedese (1858-1940).                 | 81,2° N    | 285,2° E    | 56 km    |
| Landowska   | Wanda Landowska - Clavicembalista polacca (1879-1959).           | 84,6° N    | 74,3° E     | 33 km    |
| Langtry     | Lillie Langtry - Attrice britannica (1853-1929).                 | 17° S      | 155° E      | 50,3 km  |
| Lara        | Nome proprio latino.                                             | 4,2° S     | 2,9° E      | 3,4 km   |
| Larisa      | Nome proprio latino.                                             | 18,47° S   | 131,06° E   | 3,7 km   |
| Laulani     | Nome proprio hawaiiano.                                          | 68,2° S    | 121,2° E    | 12,4 km  |
| Laura       | Nome proprio italiano e spagnolo.                                | 48,9° N    | 141,2° E    | 17,2 km  |
| Laurencin   | Marie Laurencin - Pittrice francese (1883-1956).                 | 15,4° S    | 46,5° E     | 29,8 km  |
| Lazarus     | Emma Lazarus - Poetessa statunitense (1849-1887).                | 52,9° S    | 127,2° E    | 24,2 km  |
| Leah        | Nome proprio ebraico.                                            | 34,2° S    | 187,8° E    | 12 km    |
| Lebedeva    | Sarra Dmitrievna Lebedeva - Scultrice sovietica (1881-1968).     | 45,2° N    | 49,8° E     | 37,4 km  |
| Lehmann     | Inge Lehmann - Geofisica danese (1888–1993).                     | 44,1° S    | 39,1° E     | 21,7 km  |
| Leida       | Nome proprio estone.                                             | 23,3° S    | 266,6° E    | 18,8 km  |
| Leila       | Nome proprio arabo.                                              | 44,2° S    | 86,8° E     | 18,8 km  |
| Lena        | Nome proprio russo.                                              | 39,5° N    | 23° E       | 15,2 km  |
| Lenore      | Nome proprio greco.                                              | 38,7° N    | 292,2° E    | 15,5 km  |
| Leona       | Nome proprio greco.                                              | 3,1° S     | 169° E      | 3 km     |
| Leonard     | Wrexie Leonard - Assistente di Percival Lowell (1867-1937).      | 73,8° S    | 185,2° E    | 31,7 km  |
| Leslie      | Nome proprio inglese.                                            | 11,2° S    | 13,5° E     | 7,2 km   |
| Letitia     | Nome proprio latino.                                             | 34,5° N    | 288,7° E    | 17,5 km  |
| Leyster     | Judith Leyster - Pittrice olandese (1609-1660).                  | 1° N       | 260° E      | 45,8 km  |
| Lhagva      | Nome proprio mongolo.                                            | 75,8° S    | 300,1° E    | 7,9 km   |
| Li Qingzhao | Li Qingzhao - Saggista cinese (c. 1084–1151).                    | 23,7° N    | 94,6° E     | 22,8 km  |
| Lida        | Nome proprio russo.                                              | 36,6° N    | 273,9° E    | 20,3 km  |
| Lilian      | Nome proprio ebraico.                                            | 25,6° N    | 336° E      | 13,5 km  |
| Liliya      | Nome proprio russo.                                              | 30,2° N    | 31,1° E     | 15 km    |
| Lind        | Jenny Lind - Cantante svedese (1820-1887).                       | 50,2° N    | 355° E      | 25,8 km  |
| Linda       | Nome proprio latino.                                             | 12,4° S    | 2,8° E      | 7,1 km   |
| Lineta      | Nome proprio lettone.                                            | 5° S       | 354,1° E    | 15,6 km  |
| Lisa        | Nome proprio ebraico.                                            | 29° N      | 182° E      | 4,5 km   |
| Liv         | Nome proprio norvegese.                                          | 21,1° S    | 303,9° E    | 11,2 km  |
| Loan        | Nome proprio vietnamita.                                         | 28,3° N    | 60° E       | 7,4 km   |
| Lockwood    | Belva Lockwood - Avvocato e femminista statunitense (1830-1917). | 32,9° S    | 51,6° E     | 22 km    |
| Lois        | Nome proprio greco.                                              | 17,9° S    | 214,7° E    | 13,5 km  |
| Lonsdale    | Kathleen Lonsdale - Fisica britannica (1903-1971).               | 55,6° N    | 222,4° E    | 43 km    |
| Loretta     | Nome proprio latino.                                             | 19,7° S    | 202,6° E    | 13,5 km  |
| Lotta       | Nome proprio svedese.                                            | 51,1° N    | 335,9° E    | 11,8 km  |
| Lu Zhi      | Nome proprio cinese.                                             | 42,6° S    | 303,4° E    | 8,3 km   |
| Lucia       | Nome proprio latino.                                             | 62,1° S    | 67,8° E     | 16 km    |
| Lullin      | Maria Lullin - Entomologa svizzera (1750-1831).                  | 23° N      | 81,3° E     | 25,1 km  |
| Lydia       | Nome proprio greco.                                              | 10,7° N    | 340,7° E    | 15,2 km  |
| Lyon        | Mary Mason Lyon - Educatrice statunitense (1797-1849).           | 66,5° S    | 270,6° E    | 12,4 km  |
| Lyuba       | Nome proprio russo.                                              | 1,6° N     | 283,9° E    | 12,4 km  |
| Lyudmila    | Nome proprio russo.                                              | 62,1° N    | 329,7° E    | 14,1 km  |

### M
| Cratere       | Eponimo                                                                                           | Latitudine | Longitudine | Diametro |
| ------------- | ------------------------------------------------------------------------------------------------- | ---------- | ----------- | -------- |
| Ma Shouzhen   | Ma Shouzhen - Poetessa e pittrice cinese (1592-1628).                                             | 35,7° S    | 92,5° E     | 18,9 km  |
| Maa-Ling      | Nome proprio cinese.                                                                              | 14,7° S    | 359,5° E    | 6 km     |
| MacDonald     | Flora MacDonald - Eroina scozzese (1722–1790).                                                    | 30° N      | 120,7° E    | 17,6 km  |
| Madeleine     | Nome proprio francese.                                                                            | 4,7° S     | 293,2° E    | 16 km    |
| Madina        | Nome proprio cabardino.                                                                           | 22,7° N    | 58° E       | 6,3 km   |
| Mae           | Nome proprio greco.                                                                               | 40,5° S    | 345,2° E    | 7,5 km   |
| Magda         | Nome proprio danese.                                                                              | 67° N      | 329,7° E    | 10,1 km  |
| Magdalena     | Nome proprio spagnolo.                                                                            | 11,2° S    | 48,7° E     | 11,5 km  |
| Magnani       | Anna Magnani - Attrice italiana (1908–1973).                                                      | 58,6° N    | 337,2° E    | 26,4 km  |
| Mahina        | Nome proprio hawaiiano.                                                                           | 2° S       | 182,2° E    | 15,4 km  |
| Makola        | Nome proprio hawaiiano.                                                                           | 3,8° S     | 106,7° E    | 16,6 km  |
| Maltby        | Margaret Maltby - Fisica statunitense (1860-1944).                                                | 23,3° S    | 119,7° E    | 36,6 km  |
| Mamajan       | Nome proprio persiano                                                                             | 65,1° S    | 257,3° E    | 2 km     |
| Mansa         | Nome proprio akan.                                                                                | 33,9° S    | 63,4° E     | 8,1 km   |
| Manton        | Sidnie Manton - Entomologa britannica (1902-1979) Irene Manton - Botanica britannica (1904-1988). | 9,3° N     | 26,9° E     | 20,5 km  |
| Manzolini     | Anna Morandi Manzolini - Anatomista e insegnante italiana (1714-1774).                            | 25,6° N    | 91,3° E     | 41,8 km  |
| Maranda       | Nome proprio lettone.                                                                             | 4,9° N     | 169,7° E    | 16,8 km  |
| Marere        | Nome proprio polinesiano.                                                                         | 19,6° N    | 65,8° E     | 6,3 km   |
| Maret         | Nome proprio estone.                                                                              | 33,3° S    | 280,2° E    | 11,7 km  |
| Margarita     | Nome proprio greco.                                                                               | 12,7° N    | 9,2° E      | 13 km    |
| Margit        | Nome proprio ungherese.                                                                           | 60,1° N    | 273,1° E    | 14 km    |
| Maria Celeste | Suor Maria Celeste - Figlia primogenita di Galileo Galilei (1600–1634).                           | 23,4° N    | 140,4° E    | 97,5 km  |
| Marianne      | Nome proprio greco.                                                                               | 9,3° N     | 358° E      | 9 km     |
| Marie         | Nome proprio francese.                                                                            | 21,7° S    | 232,4° E    | 14,2 km  |
| Mariko        | Nome proprio giapponese.                                                                          | 23,3° S    | 132,9° E    | 12,9 km  |
| Markham       | Beryl Markham - Allevatrice britannica naturalizzata keniota (1902-1986).                         | 4,1° S     | 155,6° E    | 71,8 km  |
| Marsh         | Ngaio Marsh - Scrittrice neozelandese (1895–1982).                                                | 63,6° S    | 46,6° E     | 47,7 km  |
| Martinez      | Maria Poveka Montoya Martinez - Artista nativa americana dei Pueblo (1881–1980).                  | 11,7° S    | 174,7° E    | 23,5 km  |
| Marysya       | Nome proprio bielorusso.                                                                          | 53,3° N    | 75,1° E     | 6,3 km   |
| Marzhan       | Nome proprio karakal.                                                                             | 58,9° S    | 248,3° E    | 13,8 km  |
| Masako        | Hōjō Masako - Governatrice giapponese (1156–1225).                                                | 30,2° S    | 53,2° E     | 23,8 km  |
| Masha         | Nome proprio russo.                                                                               | 60,7° N    | 88,5° E     | 6,4 km   |
| Matahina      | Nome proprio polinesiano.                                                                         | 72,3° S    | 65,9° E     | 8,5 km   |
| Maurea        | Nome proprio polinesiano.                                                                         | 39,5° S    | 69,1° E     | 9,9 km   |
| Mbul'di       | Nome proprio fulano.                                                                              | 23,8° N    | 74,7° E     | 6 km     |
| Mead          | Margaret Mead - Antropologa statunitense (1901–1978).                                             | 12,5° N    | 57,2° E     | 270 km   |
| Medhavi       | Ramabai Medhavi - Autrice indiana (1858-1922).                                                    | 19,4° S    | 40,6° E     | 30,4 km  |
| Megan         | Nome proprio gallese.                                                                             | 61,8° S    | 130,6° E    | 15,8 km  |
| Meitner       | Lise Meitner - Fisica austriaca (1878–1968).                                                      | 55,6° S    | 321,6° E    | 149 km   |
| Melanie       | Nome proprio greco.                                                                               | 62,8° S    | 144,3° E    | 12,3 km  |
| Melanka       | Nome proprio ucraino.                                                                             | 34,4° N    | 19,2° E     | 9 km     |
| Melba         | Nellie Melba - Soprano australiano (1861–1931).                                                   | 4,7° N     | 193,5° E    | 21,8 km  |
| Melina        | Nome proprio greco.                                                                               | 69,9° S    | 319,5° E    | 12,7 km  |
| Meredith      | Nome proprio inglese.                                                                             | 14,5° S    | 278,9° E    | 11,4 km  |
| Merian        | Maria Sibylla Merian - Naturalista e pittrice tedesca (1647–1717).                                | 34,5° N    | 76,3° E     | 22,2 km  |
| Merit Ptah    | Merit Ptah - Medico egiziano (fl. XXVII secolo a.C.)                                              | 11,4° N    | 115,6° E    | 16,5 km  |
| Michelle      | Nome proprio francese.                                                                            | 19,6° S    | 40,5° E     | 15 km    |
| Mildred       | Nome proprio inglese.                                                                             | 51,7° S    | 348,3° E    | 12 km    |
| Millay        | Edna St. Vincent Millay - Poetessa statunitense (1892-1950).                                      | 24,4° N    | 111,2° E    | 48 km    |
| Miovasu       | Nome proprio cheyenne.                                                                            | 72,1° N    | 99,9° E     | 4,5 km   |
| Mirabeau      | Sibylle Mirabeau - Scrittrice francese (m. 1932).                                                 | 1,1° N     | 284,3° E    | 23,8 km  |
| Miriam        | Nome proprio ebraico.                                                                             | 36,5° N    | 48,2° E     | 16,5 km  |
| Mona Lisa     | Monna Lisa - Modella di Leonardo da Vinci.                                                        | 25,6° N    | 25,1° E     | 79,4 km  |
| Monika        | Nome proprio tedesco.                                                                             | 72,3° N    | 122,4° E    | 25,5 km  |
| Montessori    | Maria Montessori - Pedagogista italiana (1870–1952).                                              | 59,4° N    | 280° E      | 42,1 km  |
| Montez        | Lola Montez - Danzatrice irlandese (1821–1861).                                                   | 17,9° N    | 266,5° E    | 21,1 km  |
| Moore         | Marianne Moore - Poetessa statunitense (1887–1972).                                               | 30,4° S    | 248,4° E    | 21,1 km  |
| Morisot       | Berthe Morisot - Pittrice francese (1841–1895).                                                   | 61,2° S    | 211,3° E    | 48 km    |
| Mosaido       | Nome proprio fulano.                                                                              | 17,3° N    | 75,2° E     | 7,4 km   |
| Moses         | Grandma Moses - pittrice statunitense (1860-1961).                                                | 34,6° N    | 119,9° E    | 28 km    |
| Mowatt        | Anna Cora Mowatt - Attrice, commediografa, autrice statunitense (1819-1870).                      | 14,6° S    | 292,3° E    | 38,4 km  |
| Mu Guiying    | Mu Guiying - Guerriera cinese.                                                                    | 41,2° N    | 81° E       | 32,3 km  |
| Mukhina       | Vera Muchina - Scultrice russa (1889-1953).                                                       | 29,5° N    | 0,5° E      | 24,5 km  |
| Mumtaz-Mahal  | Mumtaz Mahal - Consorte del Moghul Shah Jahan (1593-1631).                                        | 30,3° N    | 228,4° E    | 38,2 km  |
| Munter        | Gabriele Münter - Pittrice tedesca (1877–1962).                                                   | 15,3° S    | 39,3° E     | 32,1 km  |
| Muriel        | Nome proprio greco.                                                                               | 41,7° S    | 12,4° E     | 20,2 km  |

### N
| Cratere    | Eponimo                                                                  | Latitudine | Longitudine | Diametro |
| ---------- | ------------------------------------------------------------------------ | ---------- | ----------- | -------- |
| Nadeyka    | Nome proprio bielorusso.                                                 | 54,8° S    | 305,3° E    | 9,3 km   |
| Nadia      | Nome proprio russo.                                                      | 27,9° S    | 0,6° E      | 11,3 km  |
| Nadine     | Nome proprio francese.                                                   | 7,8° N     | 359,1° E    | 18,6 km  |
| Nadira     | Nadira - Poetessa uzbeca e consorte del Khan Omar di Kokand (1791-1842). | 44,1° N    | 201,5° E    | 31,4 km  |
| Nakai      | Nome proprio cheyenne.                                                   | 61° S      | 286,2° E    | 4,5 km   |
| Nalkowska  | Zofia Nałkowska - Scrittrice e commediografa polacca (1884-1954).        | 28,1° N    | 290° E      | 22,2 km  |
| Nalkuta    | Nome proprio osseto.                                                     | 30,1° N    | 307,8° E    | 6,5 km   |
| Namiko     | Nome proprio giapponese.                                                 | 43,4° N    | 56,2° E     | 13 km    |
| Nana       | Nome proprio serbocroato.                                                | 49,8° N    | 75,4° E     | 8,8 km   |
| Nancy      | Nome proprio inglese.                                                    | 6,4° N     | 272,2° E    | 4,4 km   |
| Nanichi    | Nome proprio taino.                                                      | 44,8° S    | 337,8° E    | 19 km    |
| Naomi      | Nome proprio ebraico.                                                    | 6° N       | 70,3° E     | 17,5 km  |
| Nastya     | Nome proprio russo.                                                      | 49° S      | 275,8° E    | 12,5 km  |
| Natalia    | Nome proprio rumeno.                                                     | 67,1° N    | 272,9° E    | 10,8 km  |
| Ndella     | Nome proprio wolof.                                                      | 15,9° S    | 60,7° E     | 5,9 km   |
| Neda       | Nome propriomacedone.                                                    | 16,7° N    | 313,5° E    | 7,7 km   |
| Nedko      | Nome proprio nenci.                                                      | 8,8° S     | 317,6° E    | 8,5 km   |
| Neeltje    | Nome proprio olandese.                                                   | 12,4° N    | 124,4° E    | 10 km    |
| Nelike     | Nome proprio nanai.                                                      | 26,8° S    | 329,2° E    | 6,3 km   |
| Němcová    | Božena Němcová - Scrittrice e poetessa ceca (1820-1882).                 | 5,9° N     | 125,1° E    | 22,9 km  |
| Nevelson   | Louise Nevelson - Artista russa naturalizzata statunitense (1899-1988).  | 35,3° S    | 307,8° E    | 69,8 km  |
| Ngaio      | Nome proprio maori.                                                      | 53,3° S    | 61,8° E     | 9,5 km   |
| Ngone      | Nome proprio wolof.                                                      | 6° N       | 331,9° E    | 12,2 km  |
| Nicole     | Nome proprio francese.                                                   | 48,4° N    | 259,3° E    | 6,4 km   |
| Nijinskaya | Bronislava Fominična Nižinskaja - Danzatrice russa (1891-1972).          | 25,8° N    | 122,5° E    | 36,2 km  |
| Nilanti    | Nome proprio singalese.                                                  | 38,2° S    | 331,4° E    | 9,2 km   |
| Nilsson    | Christina Nilsson - Cantante d'opera e violinista svedese (1843-1921).   | 75,9° S    | 277,6° E    | 27,3 km  |
| Nin        | Anaïs Nin - Scrittrice francese naturalizzata statunitense (1903-1977).  | 3,9° S     | 266,4° E    | 27,1 km  |
| Nina       | Nome proprio russo.                                                      | 55,5° S    | 238,7° E    | 24,6 km  |
| Ninzi      | Nome proprio birmano.                                                    | 15,9° N    | 331,7° E    | 7,1 km   |
| Nofret     | Nofret II - Regina egizia (fl. XIX secolo a.C.)                          | 58,8° S    | 252,2° E    | 22,5 km  |
| Nomeda     | Nome proprio lituano.                                                    | 49,2° S    | 55,5° E     | 10,4 km  |
| Noreen     | Nome proprio irlandese.                                                  | 33,6° N    | 22,7° E     | 18,6 km  |
| Noriko     | Nome proprio giapponese.                                                 | 5,3° S     | 358,3° E    | 7,5 km   |
| Nsele      | Nome proprio mandingo.                                                   | 6,7° N     | 64,2° E     | 5,1 km   |
| Nuon       | Nome proprio khmer.                                                      | 78,6° N    | 336,6° E    | 6,5 km   |
| Nuriet     | Nome proprio adighè.                                                     | 20,6° N    | 245,6° E    | 17,9 km  |
| Nutsa      | Nome proprio abcaso.                                                     | 27,5° N    | 341,2° E    | 8 km     |
| Nyal'ga    | Nome proprio fulano.                                                     | 17° N      | 64,5° E     | 5,5 km   |
| Nyele      | Nome proprio mandingo.                                                   | 22,7° S    | 318,4° E    | 11,9 km  |
| Nyogari    | Nome proprio ewe.                                                        | 46,4° S    | 306,4° E    | 13 km    |

### O
| Cratere   | Eponimo                                                                                 | Latitudine | Longitudine | Diametro |
| --------- | --------------------------------------------------------------------------------------- | ---------- | ----------- | -------- |
| Oakley    | Annie Oakley - Intrattenitrice statunitense (1860-1926).                                | 29,3° S    | 310,5° E    | 18,4 km  |
| Obukhova  | Nadežda Andreevna Obuchova - Cantante sovietica (1886-1961).                            | 70,7° N    | 289,7° E    | 46 km    |
| O'Connor  | Flannery O'Connor - Scrittrice statunitense (1925–1964).                                | 26° S      | 143,9° E    | 30,4 km  |
| Odarka    | Nome proprio ucraino.                                                                   | 40,8° N    | 138,2° E    | 7 km     |
| Odikha    | Nome proprio uzbeco.                                                                    | 41,6° S    | 238,1° E    | 10,6 km  |
| Odilia    | Nome proprio portoghese.                                                                | 81,2° N    | 200,2° E    | 20,8 km  |
| Ogulbek   | Nome proprio turcmeno.                                                                  | 2,4° N     | 145° E      | 6,5 km   |
| Oivit     | Nome proprio cheyenne.                                                                  | 73,9° S    | 195,5° E    | 4,8 km   |
| O'Keeffe  | Georgia O'Keeffe - Pittrice statunitense (1887-1986).                                   | 24,5° N    | 228,8° E    | 76,9 km  |
| Oksana    | Nome proprio ucraino.                                                                   | 11,9° N    | 352° E      | 7,7 km   |
| Oku       | Nome proprio careliano.                                                                 | 64,2° S    | 232,2° E    | 13,3 km  |
| Olena     | Nome proprio ucraino.                                                                   | 10,9° N    | 149° E      | 7 km     |
| Olesnicka | Zofia Oleśnicka - Poetessa polacca (m. 1567).                                           | 18,3° N    | 210,9° E    | 33 km    |
| Olesya    | Nome proprio ucraino.                                                                   | 5,6° N     | 273,3° E    | 12 km    |
| Olga      | Nome proprio russo.                                                                     | 26,1° N    | 283,8° E    | 15,5 km  |
| Olivia    | Nome proprio olandese.                                                                  | 37,2° N    | 207,9° E    | 10,2 km  |
| Olya      | Nome proprio russo.                                                                     | 51,4° N    | 291,8° E    | 13,4 km  |
| Oma       | Nome proprio sioux.                                                                     | 42,7° S    | 329,1° E    | 7,6 km   |
| Onissya   | Nome proprio komi e permiaco.                                                           | 25,6° S    | 150,2° E    | 8,2 km   |
| Opika     | Nome proprio ciuvascio.                                                                 | 57,1° S    | 151,9° E    | 9,8 km   |
| Orczy     | Emma Orczy - Scrittrice e commediografa ungherese naturalizzata britannica (1865-1947). | 3,7° N     | 52,3° E     | 26,9 km  |
| Orguk     | Nome proprio nivchi.                                                                    | 23,5° S    | 198,2° E    | 11,7 km  |
| Orlette   | Nome proprio francese.                                                                  | 68,1° S    | 193,3° E    | 12,5 km  |
| Orlova    | Ljubov' Petrovna Orlova - Attrice sovietica (1902-1975).                                | 56,5° N    | 235° E      | 19,6 km  |
| Ortensia  | Nome proprio italiano.                                                                  | 7,6° N     | 155,7° E    | 7 km     |
| Oshalche  | Nome proprio mari.                                                                      | 29,7° N    | 155,5° E    | 8,3 km   |
| Osipenko  | Polina Denisovna Osipenko - Aviatrice sovietica (1907-1939).                            | 71,2° N    | 321° E      | 30 km    |
| Ottavia   | Nome proprio latino.                                                                    | 47,5° S    | 187,1° E    | 12,9 km  |
| Outi      | Nome proprio finlandese.                                                                | 61,6° N    | 267,7° E    | 10,5 km  |

### P
| Cratere   | Eponimo                                                                        | Latitudine | Longitudine | Diametro |
| --------- | ------------------------------------------------------------------------------ | ---------- | ----------- | -------- |
| Paige     | Nome proprio inglese.                                                          | 1,2° S     | 24,6° E     | 6,8 km   |
| Pamela    | Nome proprio italiano.                                                         | 11° N      | 238,5° E    | 14,2 km  |
| Parishan  | Nome proprio lingua persiana.                                                  | 0,2° S     | 146,5° E    | 6,8 km   |
| Parra     | Violeta Parra - Scrittrice cilena.                                             | 20,5° N    | 78,5° E     | 42,4 km  |
| Parvina   | Nome proprio persiano.                                                         | 62,2° S    | 153° E      | 7 km     |
| Pasha     | Nome proprio russo e persiano.                                                 | 42,7° N    | 156,3° E    | 7,2 km   |
| Pat       | Nome proprio inglese.                                                          | 2,9° N     | 262,6° E    | 10,1 km  |
| Patimat   | Nome proprio avaro.                                                            | 1,3° S     | 156,5° E    | 5,1 km   |
| Patti     | Adelina Patti - Cantante spagnola naturalizzata italiana (1843-1919).          | 35° N      | 301,6° E    | 47 km    |
| Pavlinka  | Nome proprio bielorusso.                                                       | 25,5° S    | 158,7° E    | 7,5 km   |
| Peck      | Annie Smith Peck - Alpinista ed educatrice statunitense (1850-1935).           | 28,9° S    | 294,3° E    | 30,4 km  |
| Peggy     | Nome proprio inglese.                                                          | 20,4° S    | 357,2° E    | 11,9 km  |
| Peña      | Tonita Peña - Artista nativa americana (1895-1949).                            | 23,6° S    | 190,6° E    | 29,6 km  |
| Phaedra   | Nome proprio greco.                                                            | 35,9° N    | 252,7° E    | 15,7 km  |
| Philomena | Nome proprio greco.                                                            | 40,7° S    | 151,9° E    | 14,8 km  |
| Phryne    | Frine - Etera greca (fl. IV secolo a.C.)                                       | 46,2° S    | 314,7° E    | 39,4 km  |
| Phyllis   | Nome proprio greco.                                                            | 12,3° N    | 132,4° E    | 11,4 km  |
| Piaf      | Édith Piaf - Cantante francese (1915-1963).                                    | 0,8° N     | 5,3° E      | 39,1 km  |
| Piret     | Nome proprio estone.                                                           | 37,8° N    | 41,7° E     | 27 km    |
| Pirkko    | Nome finlandese.                                                               | 44,8° N    | 254,6° E    | 12,3 km  |
| Piscopia  | Elena Lucrezia Corner Piscopia - Matematica e educatrice italiana (1646-1684). | 1,5° N     | 190,9° E    | 26,2 km  |
| Polenova  | Elena Polenova - Pittrice russa (1850-1898).                                   | 45,5° S    | 335,5° E    | 41 km    |
| Polina    | Nome proprio russo.                                                            | 42,4° N    | 148,2° E    | 21,6 km  |
| Ponselle  | Rosa Ponselle - Cantante d'opera statunitense (1897-1981).                     | 63° S      | 289,1° E    | 57,7 km  |
| Potanina  | Aleksandra Potanina - Esploratrice russa (1843-1893).                          | 31,6° N    | 53,1° E     | 94,2 km  |
| Potter    | Beatrix Potter - Autrice britannica (1866-1943).                               | 7,2° N     | 309,1° E    | 46,9 km  |
| Prichard  | Katharine Susannah Prichard - Scrittrice australiana (1884-1969).              | 44° N      | 11,5° E     | 23,3 km  |
| Puhioia   | Nome proprio maori.                                                            | 20,6° N    | 69,4° E     | 5,5 km   |
| Purev     | Nome proprio mongolo.                                                          | 31,1° S    | 46,4° E     | 11,6 km  |
| Pychik    | Nome proprio ciukci.                                                           | 62,4° S    | 33,8° E     | 10,1 km  |

### Q
| Cratere  | Eponimo                                              | Latitudine | Longitudine | Diametro |
| -------- | ---------------------------------------------------- | ---------- | ----------- | -------- |
| Qarlygha | Nome proprio kazaco.                                 | 33° S      | 162,9° E    | 9,3 km   |
| Quimby   | Harriet Quimby - Aviatrice statunitense (1884-1912). | 5,7° S     | 76,7° E     | 23,2 km  |
| Qulzhan  | Nome proprio kazaco.                                 | 23,5° N    | 165,4° E    | 7,9 km   |
| Quslu    | Nome proprio kazaco.                                 | 6,2° N     | 166,8° E    | 8,7 km   |

### R
| Cratere      | Eponimo                                                                        | Latitudine | Longitudine | Diametro |
| ------------ | ------------------------------------------------------------------------------ | ---------- | ----------- | -------- |
| Rachel       | Nome proprio ebraico.                                                          | 48,7° S    | 13,5° E     | 12,5 km  |
| Radhika      | Nome proprio tamil.                                                            | 30,3° S    | 166,4° E    | 7,9 km   |
| Radka        | Nome proprio bulgaro.                                                          | 75,6° N    | 96,3° E     | 10,5 km  |
| Radmila      | Nome proprio serbocroato.                                                      | 69,1° N    | 167° E      | 5,2 km   |
| Rae          | Nome proprio ebraico.                                                          | 8,9° S     | 58,4° E     | 5,5 km   |
| Rafiga       | Nome proprio arabo.                                                            | 62,9° N    | 175,6° E    | 5,7 km   |
| Raisa        | Nome proprio russo.                                                            | 27,5° N    | 280,3° E    | 13,5 km  |
| Raki         | Nome proprio fulano.                                                           | 49,4° S    | 70° E       | 7,5 km   |
| Rampyari     | Nome proprio indù.                                                             | 50,6° N    | 179,3° E    | 7,7 km   |
| Rand         | Ayn Rand - Scrittrice russa naturalizzata statunitense (1905-1982).            | 63,8° S    | 59,5° E     | 24,3 km  |
| Rani         | Nome proprio indù.                                                             | 64,1° N    | 160,4° E    | 10,7 km  |
| Raymonde     | Nome proprio francese.                                                         | 48,4° N    | 191,5° E    | 5,3 km   |
| Rebecca      | Nome proprio ebraico.                                                          | 12,1° S    | 5,4° E      | 9,5 km   |
| Recamier     | Jeanne Françoise Julie Adélaïde Récamier - Intellettuale francese (1777-1849). | 12,6° S    | 58,1° E     | 25,3 km  |
| Regina       | Nome proprio latino.                                                           | 30° N      | 147,3° E    | 24,9 km  |
| Reiko        | Nome proprio giapponese.                                                       | 22,6° N    | 192,1° E    | 9,7 km   |
| Retno        | Nome proprio indonesiano.                                                      | 52,9° S    | 192,3° E    | 7,2 km   |
| Rhoda        | Nome proprio greco.                                                            | 11,4° N    | 347,7° E    | 12,2 km  |
| Rhys         | Jean Rhys - Scrittrice britannica (1890-1979).                                 | 8,6° N     | 298,8° E    | 44 km    |
| Richards     | Ellen Swallow Richards - Ecologista statunitense (1842-1911).                  | 2,5° N     | 196,1° E    | 25 km    |
| Riley        | Margaretta Riley - Botanica britannica (1804-1899).                            | 14,1° N    | 72,5° E     | 20,2 km  |
| Rita         | Nome proprio italiano.                                                         | 71° N      | 334,8° E    | 8,3 km   |
| Romanskaya   | Sof'ja Vasil'evna Vorošilova-Romanskaja - Astronoma sovietica (1886-1969).     | 23,2° N    | 178,4° E    | 30,4 km  |
| Romola       | Nome proprio italiano.                                                         | 9,3° N     | 54,2° E     | 17,5 km  |
| Roptyna      | Nome proprio ciukci.                                                           | 62,2° N    | 28,9° E     | 11,5 km  |
| Rosa Bonheur | Rosa Bonheur - Pittrice francese (1822-1899).                                  | 9,7° N     | 288,8° E    | 104 km   |
| Rose         | Nome proprio tedesco.                                                          | 35,2° S    | 248,2° E    | 15,5 km  |
| Rossetti     | Christina Rossetti - Poetessa britannica (1830-1894).                          | 57° N      | 6,4° E      | 23,4 km  |
| Rowena       | Nome proprio celtico.                                                          | 10,4° N    | 171,4° E    | 19,5 km  |
| Roxanna      | Nome proprio persiano.                                                         | 26,5° N    | 334,6° E    | 9,5 km   |
| Royle        | Nome proprio baschiro.                                                         | 32,7° S    | 193,7° E    | 6,1 km   |
| Rudneva      | Varvara Aleksandrovna Rudneva - Medico russo (1844-1899).                      | 78,4° N    | 174,7° E    | 29,8 km  |
| Rufina       | Nome proprio greco.                                                            | 74,6° S    | 195,1° E    | 5 km     |
| Ruit         | Nome proprio polinesiano.                                                      | 25,5° S    | 72,9° E     | 6,4 km   |
| Runak        | Nome proprio curdo.                                                            | 58,5° S    | 196,3° E    | 7,6 km   |
| Ruslanova    | Lidija Ruslanova - Cantante sovietica (1900-1973).                             | 83,9° N    | 16,6° E     | 44,3 km  |
| Ruth         | Nome proprio ebraico.                                                          | 43,3° N    | 19,9° E     | 18,5 km  |

### S
| Cratere     | Eponimo                                                            | Latitudine | Longitudine | Diametro |
| ----------- | ------------------------------------------------------------------ | ---------- | ----------- | -------- |
| Sabin       | Florence Rena Sabin - Ricercatrice statunitense (1871–1953).       | 38,5° S    | 274,7° E    | 33,1 km  |
| Sabira      | Nome proprio tataro.                                               | 5,8° S     | 239,9° E    | 15,7 km  |
| Safarmo     | Nome proprio tagico.                                               | 10,8° S    | 161,4° E    | 7,4 km   |
| Saida       | Nome proprio arabo.                                                | 28,2° N    | 302° E      | 9,5 km   |
| Salika      | Nome proprio mari.                                                 | 5° S       | 97,7° E     | 12,5 km  |
| Samantha    | Nome proprio aramaico.                                             | 45,6° N    | 281,7° E    | 16,9 km  |
| Samintang   | Samintang - Poetessa coreana (fl. XVI secolo).                     | 39° S      | 80,7° E     | 25,9 km  |
| Sandel      | Cora Sandel - Scrittrice norvegese (1880-1974).                    | 45,7° S    | 211,7° E    | 17,9 km  |
| Sandi       | Nome proprio greco.                                                | 68,1° S    | 315,1° E    | 12,6 km  |
| Sandugach   | Nome proprio tataro.                                               | 59,9° N    | 143,5° E    | 10 km    |
| Sanger      | Margaret Sanger - Ricercatrice statunitense (1883-1966).           | 33,8° N    | 288,6° E    | 83,6 km  |
| Sanija      | Nome proprio tataro.                                               | 33,1° N    | 251° E      | 18 km    |
| Saodat      | Nome proprio uzbeco.                                               | 2,9° S     | 344,6° E    | 3,7 km   |
| Sarah       | Nome proprio ebraico.                                              | 42,4° S    | 1,8° E      | 18,5 km  |
| Sartika     | Dewi Sartika - Educatrice indonesiana (1884–1947).                 | 63,4° S    | 67° E       | 18,7 km  |
| Sasha       | Nome proprio russo.                                                | 38,3° N    | 277,3° E    | 4,6 km   |
| Saskia      | Saskia van Uylenburgh - Modella e moglie di Rembrandt (1612–1642). | 28,6° S    | 337,1° E    | 37,1 km  |
| Sayers      | Dorothy L. Sayers - Scrittrice britannica (1893-1957).             | 67,5° S    | 229,8° E    | 98 km    |
| Sayligul    | Nome proprio persiano.                                             | 73,6° N    | 172,9° E    | 4,3 km   |
| Scarpellini | Caterina Scarpellini - Astronoma italiana (1808-1873).             | 23,2° S    | 34,6° E     | 27,1 km  |
| Seiko       | Nome proprio giapponese.                                           | 21° S      | 216,6° E    | 3,4 km   |
| Selma       | Nome proprio celtico.                                              | 68,5° N    | 155,9° E    | 11,4 km  |
| Seseg       | Nome proprio buriato.                                              | 36,3° S    | 312,6° E    | 9,8 km   |
| Sévigné     | Madame de Sévigné - Scrittrice francese (1626-1696).               | 52,6° N    | 326,5° E    | 29,6 km  |
| Seymour     | Jane Seymour - Regina consorte d'Inghilterra (c. 1509-1537).       | 18,2° N    | 326,5° E    | 63 km    |
| Shakira     | Nome proprio baschiro.                                             | 3° N       | 213,6° E    | 17,6 km  |
| Shasenem    | Nome proprio turcmeno, persiano e arabo.                           | 44° S      | 258,9° E    | 9 km     |
| Sheila      | Nome proprio celtico-irlandese.                                    | 19,9° N    | 50,2° E     | 5,6 km   |
| Shih Mai-Yu | Shi Meiyu - Medico cinese (1873-1954).                             | 18,4° N    | 318,9° E    | 22,3 km  |
| Shirley     | Nome proprio inglese.                                              | 31,5° N    | 55,4° E     | 18 km    |
| Shushan     | Nome proprio armeno.                                               | 43,8° S    | 70,2° E     | 8,5 km   |
| Sidney      | Mary Sidney - Drammaturga inglese (1561-1621).                     | 13,4° N    | 199,6° E    | 20,2 km  |
| Sigrid      | Nome proprio scandinavo.                                           | 63,6° N    | 314,4° E    | 16,2 km  |
| Simbya      | Nome proprio nganaseno.                                            | 74,4° S    | 130° E      | 4 km     |
| Simonenko   | Alla Nikolaevna Simonenko - Astronoma sovietica (1935-1984).       | 26,9° S    | 97,6° E     | 31,9 km  |
| Sirani      | Elisabetta Sirani - Pittrice italiana (1638-1665).                 | 31,5° S    | 230,4° E    | 28,3 km  |
| Sitwell     | Edith Sitwell - Poetessa britannica (1887-1964).                   | 16,6° N    | 190,4° E    | 32,8 km  |
| Solace      | Nome proprio latino.                                               | 35,9° N    | 317,2° E    | 5,3 km   |
| Sophia      | Nome proprio greco.                                                | 28,6° S    | 18,8° E     | 17,6 km  |
| Sovadi      | Nome proprio khmer.                                                | 44,8° S    | 225,5° E    | 12,4 km  |
| Stanton     | Elizabeth Cady Stanton - Suffragista statunitense (1815-1902).     | 23,3° S    | 199,3° E    | 107 km   |
| Stefania    | Nome proprio rumeno.                                               | 51,3° N    | 333,3° E    | 11,7 km  |
| Stein       | Gertrude Stein - Scrittrice statunitense (1874-1946).              | 30,1° S    | 345,5° E    | 13,3 km  |
| Steinbach   | Sabina von Steinbach - Scultrice tedesca (fl. XIII secolo).        | 41,4° S    | 256,9° E    | 20,3 km  |
| Stina       | Nome proprio svedese.                                              | 37,4° N    | 22,8° E     | 10,4 km  |
| Storni      | Alfonsina Storni - Poetessa argentina (1892-1938).                 | 9,8° S     | 245,6° E    | 21,7 km  |
| Stowe       | Harriet Beecher Stowe - Scrittrice statunitense (1811-1896).       | 43,2° S    | 233,2° E    | 80 km    |
| Stuart      | Maria Stuarda - Regina di Scozia (1542-1587).                      | 30,8° S    | 20,2° E     | 68,6 km  |
| Suliko      | Nome proprio georgiano.                                            | 9,6° N     | 214,6° E    | 14,9 km  |
| Sullivan    | Anne Sullivan - Insegnante statunitense (1866-1936).               | 1,4° S     | 110,9° E    | 32 km    |
| Surija      | Nome proprio azero.                                                | 5,3° N     | 178,2° E    | 15,3 km  |
| Susanna     | Nome proprio ebraico.                                              | 6° N       | 93,3° E     | 13,3 km  |
| Sveta       | Nome proprio russo.                                                | 82,5° N    | 273,2° E    | 21 km    |

### T
| Cratere    | Eponimo                                                     | Latitudine | Longitudine | Diametro |
| ---------- | ----------------------------------------------------------- | ---------- | ----------- | -------- |
| Taglioni   | Maria Taglioni - Danzatrice italiana (1804-1884).           | 41,7° N    | 122,6° E    | 31 km    |
| Tahia      | Nome proprio polinesiano.                                   | 44,3° N    | 73,7° E     | 6,1 km   |
| Taira      | Nome proprio osseto.                                        | 1,6° S     | 296,8° E    | 19,6 km  |
| Tako       | Nome proprio fulano.                                        | 25,1° N    | 285,3° E    | 10,7 km  |
| Talvikki   | Nome proprio finlandese.                                    | 41,9° N    | 22° E       | 12,6 km  |
| Tamara     | Nome proprio georgiano.                                     | 61,6° N    | 317,2° E    | 11 km    |
| Tanya      | Nome proprio russo.                                         | 19,3° S    | 282,7° E    | 14 km    |
| Tatyana    | Nome proprio russo.                                         | 85,4° N    | 212,4° E    | 19 km    |
| Taussig    | Helen Brooke Taussig - Pediatra statunitense (1898-1986).   | 9,2° S     | 229° E      | 25,8 km  |
| Tehina     | Nome proprio polinesiano.                                   | 30,4° S    | 76,4° E     | 5,4 km   |
| Tekarohi   | Nome proprio polinesiano.                                   | 21,2° N    | 76,4° E     | 9,3 km   |
| Temou      | Nome proprio polinesiano.                                   | 10° S      | 83,4° E     | 9,3 km   |
| Teresa     | Nome proprio greco.                                         | 42,5° S    | 10° E       | 14,8 km  |
| Terhi      | Nome proprio finlandese.                                    | 45,7° N    | 253,1° E    | 10,7 km  |
| Teroro     | Nome proprio polinesiano.                                   | 75,8° S    | 88,1° E     | 9,2 km   |
| Teumere    | Nome proprio polinesiano.                                   | 38,3° S    | 88,1° E     | 5,4 km   |
| Teura      | Nome proprio polinesiano.                                   | 12,3° S    | 90,2° E     | 9,3 km   |
| Thomas     | Martha Carey Thomas - Suffragista statunitense (1857-1935). | 13° S      | 272,5° E    | 25,2 km  |
| Tiffany    | Nome proprio greco.                                         | 8,7° S     | 22,9° E     | 7 km     |
| Tinyl      | Nome proprio ciukci.                                        | 9,7° N     | 132,1° E    | 12,8 km  |
| Toklas     | Alice Toklas - Scrittrice statunitense (1877-1967).         | 0,7° N     | 273,1° E    | 17,5 km  |
| Tolgonay   | Nome proprio kirghiso.                                      | 68,8° N    | 271,1° E    | 4,6 km   |
| Trollope   | Frances Trollope - Scrittrice britannica (1780-1863).       | 54,8° S    | 246,4° E    | 27,2 km  |
| Truth      | Sojourner Truth - Abolizionista statunitense (1797-1883).   | 28,7° N    | 287,8° E    | 47,3 km  |
| Tseraskaya | Lidija Ceraskaja - Astronoma sovietica (1855-1931).         | 28,6° N    | 79,2° E     | 30,3 km  |
| Tsetsa     | Nome proprio mordoviano.                                    | 31,3° N    | 317,7° E    | 9,9 km   |
| Tsiala     | Nome proprio georgiano.                                     | 2,9° N     | 100° E      | 16,5 km  |
| Tsvetayeva | Marina Ivanovna Cvetaeva - Poetessa sovietica (1892-1941).  | 64,6° N    | 147,4° E    | 42,9 km  |
| Tsyrma     | Nome proprio buriato.                                       | 14,1° S    | 318,5° E    | 7,8 km   |
| Tubman     | Harriet Tubman - Abolizionista statunitense (1822-1913).    | 23,6° N    | 204,6° E    | 42,9 km  |
| Tünde      | Nome proprio ungherese.                                     | 76,8° N    | 193° E      | 16,3 km  |
| Tursunoy   | Nome proprio uzbeco.                                        | 80,9° N    | 229,3° E    | 4,7 km   |
| Tussaud    | Marie Tussaud - Scultrice francese (1760-1850).             | 21,7° N    | 221° E      | 16 km    |
| Tuyara     | Nome proprio yakut.                                         | 62,9° S    | 15,5° E     | 13,2 km  |

### U
| Cratere   | Eponimo                                        | Latitudine | Longitudine | Diametro |
| --------- | ---------------------------------------------- | ---------- | ----------- | -------- |
| Ualinka   | Nome proprio osseto.                           | 13,2° N    | 168,6° E    | 8,1 km   |
| Udagan    | Nome proprio yakut.                            | 10,7° N    | 206,9° E    | 11,5 km  |
| Udaltsova | Nadežda Udal'cova - Artista russa (1886-1961). | 20,3° S    | 275,3° E    | 26,7 km  |
| Udyaka    | Nome proprio oroch.                            | 30,9° N    | 172,9° E    | 7,7 km   |
| Ugne      | Nome proprio lituano.                          | 34,9° N    | 205,8° E    | 10,3 km  |
| Uleken    | Nome proprio nanai.                            | 33,7° N    | 185,1° E    | 10,9 km  |
| Ulla      | Nome proprio svedese.                          | 51,5° S    | 184,5° E    | 10,4 km  |
| Ulpu      | Nome proprio finlandese.                       | 35,7° S    | 179° E      | 7 km     |
| Ulrique   | Nome proprio francese.                         | 75,9° N    | 55,6° E     | 19,6 km  |
| Uluk      | Nome proprio neghidal.                         | 62,2° S    | 178,6° E    | 10,3 km  |
| Ul'yana   | Nome proprio russo.                            | 24,3° N    | 253° E      | 12,5 km  |
| Umaima    | Nome proprio arabo.                            | 23,3° S    | 195,4° E    | 6,9 km   |
| Umkana    | Nome proprio eschimese.                        | 53,3° S    | 198,6° E    | 6,2 km   |
| Unay      | Nome proprio mari.                             | 53,5° N    | 172,7° E    | 11,4 km  |
| Undset    | Sigrid Undset - Autrice norvegese (1882-1949). | 51,7° N    | 60,8° E     | 20 km    |
| Unitkak   | Nome proprio eschimese.                        | 40,8° N    | 199,5° E    | 8 km     |
| Urazbike  | Nome proprio tataro.                           | 9° S       | 202,5° E    | 7 km     |
| Ustinya   | Nome proprio russo.                            | 41,2° S    | 251,6° E    | 11,8 km  |
| Uvaysi    | Uvaysiy - Poetessa uzbeka (c. 1780-1850).      | 2,3° N     | 198,3° E    | 38,9 km  |
| Uyengimi  | Nome proprio ostiaco.                          | 76,9° S    | 204,9° E    | 8,9 km   |

### V
| Cratere       | Eponimo                                                               | Latitudine | Longitudine | Diametro |
| ------------- | --------------------------------------------------------------------- | ---------- | ----------- | -------- |
| Văcărescu     | Elena Văcărescu - Scrittrice rumena (1864-1947).                      | 63° S      | 199,8° E    | 31,5 km  |
| Vaka          | Nome proprio bulgaro.                                                 | 41,4° S    | 8,9° E      | 11,8 km  |
| Valadon       | Suzanne Valadon - Pittrice francese (1867-1938).                      | 49° S      | 167,7° E    | 25,2 km  |
| Valborg       | Nome proprio danese.                                                  | 75,5° N    | 272,1° E    | 20 km    |
| Valentina     | Nome proprio latino.                                                  | 46,4° N    | 144,1° E    | 24,6 km  |
| Valerie       | Nome proprio francese.                                                | 6,4° S     | 30,9° E     | 13,6 km  |
| Vallija       | Nome proprio lettone.                                                 | 26,3° N    | 120° E      | 15,2 km  |
| Vanessa       | Nome proprio greco.                                                   | 6° S       | 1,9° E      | 10 km    |
| Vard          | Nome proprio armeno.                                                  | 17,5° N    | 314,5° E    | 6,1 km   |
| Varya         | Nome proprio russo.                                                   | 2,8° N     | 211,8° E    | 14,3 km  |
| Vashti        | Nome proprio persiano.                                                | 6,8° S     | 43,7° E     | 17 km    |
| Vasilutsa     | Nome proprio moldavo.                                                 | 16,5° N    | 334,4° E    | 5,7 km   |
| Vassi         | Nome proprio careliano.                                               | 34,4° N    | 346,5° E    | 8,5 km   |
| Veriko        | Nome proprio georgiano.                                               | 20,4° N    | 350,1° E    | 5,2 km   |
| Veronica      | Nome proprio latino.                                                  | 38,1° S    | 124,6° E    | 17,9 km  |
| Vesna         | Nome proprio slavo.                                                   | 60,3° S    | 220,5° E    | 14,9 km  |
| Veta          | Nome proprio rumeno.                                                  | 42,6° N    | 349,5° E    | 6,4 km   |
| Vigée Le Brun | Élisabeth Vigée Le Brun - Pittrice francese (1755-1842).              | 17,3° N    | 141,4° E    | 57,8 km  |
| Viola         | Nome proprio inglese.                                                 | 36,1° S    | 240,5° E    | 10 km    |
| Virga         | Nome proprio lituano.                                                 | 26,9° S    | 7,7° E      | 10,3 km  |
| Virginia      | Nome proprio latino.                                                  | 52,9° S    | 185,9° E    | 18,5 km  |
| Virve         | Nome proprio estone.                                                  | 5,1° S     | 346,9° E    | 18 km    |
| Vlasta        | Nome proprio ceco.                                                    | 28,4° N    | 250,1° E    | 10,7 km  |
| Volkova       | Anna Volkova - Chimica russa (1800-1876).                             | 75,2° N    | 242,2° E    | 47,5 km  |
| Volyana       | Nome proprio gitano.                                                  | 60,6° N    | 359,9° E    | 5,3 km   |
| von Paradis   | Maria Theresia von Paradis - Pianista austriaca (1759-1824).          | 32,2° S    | 314,9° E    | 37,5 km  |
| von Schuurman | Anna Maria van Schurman - Poetessa e scienziata olandese (1607-1678). | 5° S       | 191° E      | 29,1 km  |
| Von Siebold   | Regina Josepha von Siebold - Medico e ostetrica tedesca (1771-1849).  | 52° S      | 36,6° E     | 32,4 km  |
| von Suttner   | Bertha von Suttner - Scrittrice austriaca (1843-1914).                | 10,6° S    | 234,9° E    | 24 km    |
| Voynich       | Ethel Lilian Voynich - Scrittrice e musicista irlandese (1864–1960).  | 35,4° N    | 56,1° E     | 48,7 km  |

### W
| Cratere        | Eponimo                                                                                    | Latitudine | Longitudine | Diametro |
| -------------- | ------------------------------------------------------------------------------------------ | ---------- | ----------- | -------- |
| Wanda          | Nome proprio polacco.                                                                      | 71,3° N    | 323,1° E    | 21,7 km  |
| Wang Zhenyi    | Wang Zhenyi - Astronoma e geofisica cinese (1768-1797).                                    | 13,2° N    | 217,8° E    | 23,4 km  |
| Warren         | Mercy Otis Warren - Poetessa, commediografa, storica statunitense (1728-1814).             | 11,7° S    | 176,5° E    | 50,9 km  |
| Wazata         | Nome proprio hausa.                                                                        | 33,6° N    | 298,3° E    | 13,9 km  |
| Weil           | Simone Weil - Filosofa francese (1909-1943).                                               | 19,4° N    | 283,1° E    | 24,2 km  |
| Wen Shu        | Wen Shu - Pittrice cinese (1595-1634).                                                     | 5° S       | 303,7° E    | 31,5 km  |
| Wendla         | Nome proprio svedese.                                                                      | 22,5° N    | 207,6° E    | 5,7 km   |
| West           | Rebecca West - Scrittrice, critica e attrice britannica (1892-1983).                       | 26,1° N    | 303° E      | 28,8 km  |
| Wharton        | Edith Wharton - Scrittrice statunitense (1862-1937).                                       | 55,7° N    | 61,9° E     | 50,5 km  |
| Wheatley       | Phillis Wheatley - Scrittrice statunitense originaria dell'odierno Senegal (c. 1753-1784). | 16,6° N    | 268° E      | 74,8 km  |
| Whiting        | Sarah Frances Whiting - Fisica e astronoma statunitense (1847-1927).                       | 6,1° S     | 128° E      | 35,7 km  |
| Whitney        | Mary Watson Whitney - Astronoma statunitense (1847-1921).                                  | 30,2° S    | 151,3° E    | 42,5 km  |
| Wieck          | Clara Josephine Wieck Schumann - Pianista e compositrice tedesca (1819-1896).              | 74,2° S    | 244,8° E    | 20,2 km  |
| Wilder         | Laura Ingalls Wilder - Scrittrice statunitense (1867-1957).                                | 17,4° N    | 122,6° E    | 35,1 km  |
| Willard        | Emma Willard - Educatrice statunitense (1787-1870).                                        | 24,6° S    | 296,1° E    | 48,4 km  |
| Wilma          | Nome proprio inglese.                                                                      | 36,7° N    | 1,7° E      | 12,5 km  |
| Winema         | Toby Winema Riddle - Mediatrice modoc (c. 1848-1932).                                      | 3° N       | 168,6° E    | 21,7 km  |
| Winnemucca     | Sarah Winnemucca - Interprete e attivista paiute (c. 1844-1891).                           | 15,4° S    | 121,1° E    | 30,3 km  |
| Wiwi-yokpa     | Nome proprio abenaki.                                                                      | 73,8° S    | 228,4° E    | 4,5 km   |
| Wollstonecraft | Mary Wollstonecraft - Scrittrice britannica (1759-1797).                                   | 39,1° S    | 260,8° E    | 44,1 km  |
| Woolf          | Virginia Woolf - Scrittrice britannica (1882-1941).                                        | 37,7° S    | 27,2° E     | 24,5 km  |
| Workman        | Fanny Bullock-Workman - Cartografa statunitense (1859-1925).                               | 12,9° S    | 299,9° E    | 17,4 km  |
| Wu Hou         | Wu Zetian Zhou - Imperatrice cinese (625-705).                                             | 25,5° S    | 317,4° E    | 27,5 km  |
| Wynne          | Nome proprio inglese.                                                                      | 55° N      | 53,6° E     | 10 km    |

### X
| Cratere   | Eponimo                                           | Latitudine | Longitudine | Diametro |
| --------- | ------------------------------------------------- | ---------- | ----------- | -------- |
| Xantippe  | Santippe - Moglie di Socrate (fl. IV secolo a.C.) | 10,9° S    | 11,8° E     | 40,4 km  |
| Xenia     | Nome proprio greco.                               | 30,3° S    | 249,4° E    | 13,5 km  |
| Xi Wang   | Nome proprio cinese.                              | 14° N      | 208° E      | 7,7 km   |
| Xiao Hong | Xiao Hong - Scrittrice cinese (1911-1942).        | 43,5° S    | 101,7° E    | 38,7 km  |
| Ximena    | Nome proprio portoghese.                          | 68,2° S    | 243,6° E    | 12,8 km  |

### Y
| Cratere     | Eponimo                                                              | Latitudine | Longitudine | Diametro |
| ----------- | -------------------------------------------------------------------- | ---------- | ----------- | -------- |
| Yablochkina | Aleksandra Aleksandrovna Jabločkina - Attrice sovietica (1866-1964). | 48,3° N    | 195,3° E    | 64,3 km  |
| Yakyt       | Nome proprio karakalpako.                                            | 2,1° N     | 170,2° E    | 13,8 km  |
| Yale        | Caroline Yale - Educatrice statunitense (1848-1933).                 | 13,4° S    | 271,2° E    | 18,5 km  |
| Yambika     | Nome proprio mari.                                                   | 32,6° N    | 208,7° E    | 6,5 km   |
| Yasuko      | Nome proprio giapponese.                                             | 26,1° S    | 169° E      | 10,6 km  |
| Yazruk      | Nome proprio nivchi.                                                 | 21,2° N    | 160,2° E    | 10,5 km  |
| Yelya       | Nome proprio nenci.                                                  | 47,5° S    | 211,7° E    | 8,6 km   |
| Yemysh      | Nome proprio mari.                                                   | 11,9° N    | 214,7° E    | 6 km     |
| Yenlik      | Nome proprio kazaco.                                                 | 16° S      | 225,4° E    | 8,6 km   |
| Yerguk      | Nome proprio neghidal.                                               | 42,7° N    | 226,8° E    | 6,3 km   |
| Yeska       | Nome proprio selkupico.                                              | 27,4° N    | 230,1° E    | 9,1 km   |
| Yetta       | Nome proprio tedesco.                                                | 58,6° N    | 185,4° E    | 9 km     |
| Yokhtik     | Nome proprio nivchi.                                                 | 50,1° S    | 158,1° E    | 11,4 km  |
| Yoko        | Nome proprio giapponese.                                             | 5,7° S     | 232° E      | 5 km     |
| Yolanda     | Nome proprio greco.                                                  | 7,8° N     | 152,7° E    | 11,4 km  |
| Yomile      | Nome proprio baschiro.                                               | 27,3° S    | 138,7° E    | 13,6 km  |
| Yonge       | Charlotte Mary Yonge - Scrittrice britannica (1823-1901).            | 14° S      | 115,1° E    | 42,8 km  |
| Yonok       | Nome proprio coreano.                                                | 65,1° S    | 234,1° E    | 9,5 km   |
| Yonsuk      | Nome proprio coreano.                                                | 34° S      | 234,8° E    | 8,5 km   |
| Yoshioka    | Yoshioka Yayoi - Medico giapponese (c. 1871-1959).                   | 32,4° S    | 59° E       | 16,6 km  |
| Ytunde      | Nome proprio yoruba.                                                 | 49,9° N    | 81,1° E     | 6,1 km   |
| Yvette      | Nome proprio francese.                                               | 7,5° N     | 249,6° E    | 10,6 km  |
| Yvonne      | Nome proprio francese.                                               | 56° S      | 298,4° E    | 14,5 km  |

### Z
| Cratere     | Eponimo                                                     | Latitudine | Longitudine | Diametro |
| ----------- | ----------------------------------------------------------- | ---------- | ----------- | -------- |
| Zakiya      | Nome proprio arabo.                                         | 66,5° S    | 234,1° E    | 7,5 km   |
| Zamudio     | Adela Zamudio - Poetessa boliviana (1854-1928).             | 9,6° N     | 189,3° E    | 19 km    |
| Zarema      | Nome proprio avaro.                                         | 16,8° N    | 235,2° E    | 5 km     |
| Zdravka     | Nome proprio bulgaro.                                       | 65,1° N    | 299° E      | 12,5 km  |
| Zeinab      | Nome proprio persiano e arabo.                              | 2,2° S     | 159,6° E    | 12,5 km  |
| Zemfira     | Nome proprio gitano.                                        | 46,2° S    | 157,7° E    | 11,4 km  |
| Zenobia     | Zenobia - Regina di Palmira (m. 275).                       | 29,3° S    | 28,6° E     | 39,1 km  |
| Zerine      | Nome proprio persiano.                                      | 29,6° S    | 258,6° E    | 6,5 km   |
| Zhilova     | Marija Vasil'evna Žilova - Astronoma russa (1870-1934).     | 66,3° N    | 125,7° E    | 53 km    |
| Zhu Shuzhen | Zhu Shuzhen - Poetessa cinese (1126-1200).                  | 26,5° S    | 356,5° E    | 29,4 km  |
| Zija        | Nome proprio arabo.                                         | 3,5° S     | 265° E      | 16,8 km  |
| Zina        | Nome proprio rumeno.                                        | 41,9° N    | 320,1° E    | 9 km     |
| Živile      | Nome proprio lituano.                                       | 48,8° N    | 113,1° E    | 13,5 km  |
| Zlata       | Nome proprio serbocroato.                                   | 64,6° N    | 333,9° E    | 7 km     |
| Zosia       | Nome proprio polacco.                                       | 18,9° S    | 109,2° E    | 10,5 km  |
| Zoya        | Nome proprio russo.                                         | 69,1° N    | 236,2° E    | 20 km    |
| Zuhrah      | Nome proprio arabo.                                         | 34,7° N    | 357° E      | 5,8 km   |
| Zula        | Nome proprio ceceno.                                        | 7,3° N     | 282° E      | 5 km     |
| Zulfiya     | Nome proprio uzbeco.                                        | 18,4° N    | 101,9° E    | 12,9 km  |
| Zulma       | Nome proprio spagnolo.                                      | 7,7° S     | 102° E      | 11 km    |
| Zumrad      | Nome proprio uzbeco.                                        | 32,1° N    | 94,8° E     | 12,9 km  |
| Zurka       | Nome proprio gitano.                                        | 12,8° S    | 275,2° E    | 5,5 km   |
| Zvereva     | Lidija Vissarionovna Zvereva - Aviatrice russa (1890–1916). | 45,4° N    | 283,1° E    | 22,9 km  |

## Nomenclatura abolita
| Cratere       | Eponimo | Latitudine | Longitudine | Diametro | Motivazione                                                     |
| ------------- | --- | ---------- | ----------- | -------- | --------------------------------------------------------------- |
| Amalasthuna   | Amalasunta - Regina ostrogota (c. 498-535).                                                                            | 11,5° S    | 342,4° E    | 15,4 km  | Corretto in Amalasuntha nel 1991.                               |
| Colette       | Nome proprio francese.                                                                                                 | 65° N      | 322° E      | 0 km     | Riclassificato come patera nel 1982.                            |
| Colonna       | Vittoria Colonna - Poetessa italiana (1490-1547).                                                                      | 64,7° N    | 216,8° E    | 28 km    | Non più identificato in immagine di maggior dettaglio nel 1994. |
| Earhart       | Amelia Earhart - Aviatrice statunitense (1897-1937).                                                                   | 72° N      | 136° E      | 0 km     | Riclassificato come corona nel 1982.                            |
| Eve           | Nome proprio ebraico. Questo cratere era utilizzato per definire il meridiano fondamentale di Venere prima di Ariadne. | 32° S      | 0,1° E      | 23 km    | Riclassificato come corona nel 2006.                            |
| Fedosova      | Irina Andreevna Fedosova - Poetessa russa (1831-1899).                                                                 | 45° N      | 171,8° E    | 24 km    | Riclassificato come patera nel 1992.                            |
| Gerda         | Nome proprio tedesco e danese.                                                                                         | 45,9° N    | 91° E       | 30 km    | Non più identificato in immagine di maggior dettaglio nel 1994. |
| Goppert-Mayer | Maria Goeppert-Mayer - Fisica tedesca naturalizzata statunitense (1907-1972).                                          | 59,7° N    | 26,8° E     | 33,5 km  | Corretto in Goeppert-Mayer nel 1991.                            |
| Graham        | Martha Graham - Danzatrice e coreografa statunitense (1894-1991).                                                      | 6° S       | 6° E        | 75 km    | Riclassificato come patera nel 1994.                            |
| Josefina      | Nome proprio portoghese.                                                                                               | 44,9° N    | 32,3° E     | 26 km    | Non più identificato in immagine di maggior dettaglio nel 1994. |
| Lida          | Nome proprio greco. | 29,2° S    | 94,5° E     | 12,5 km  | Rinominato Amanda nel 1994.                                     |
| Lorelei       | Nome proprio tedesco.                                                                                                  | 55,7° N    | 243,9° E    | 15 km    | Non più identificato in immagine di maggior dettaglio nel 2011. |
| Masha         | Nome proprio russo. | 63° N      | 88° E       | 16 km    | Non più identificato in immagine di maggior dettaglio nel 1994. |
| Montagu       | Mary Wortley Montagu - Scrittrice britannica (1689-1762).                                                              | 36,9° N    | 177,7° E    | 20 km    | Non più identificato in immagine di maggior dettaglio nel 1994. |
| Nightingale   | Florence Nightingale - Infermiera britannica (1820-1910).                                                              | 62° N      | 132° E      | 0 km     | Riclassificato come corona nel 1982.                            |
| Pavlova       | Anna Pavlovna Pavlova - Ballerina russa (1881-1931).                                                                   | 14,6° N    | 39,2° E     | 38 km    | Riclassificato come corona nel 1982.                            |
| Siddons       | Sarah Siddons - Attrice britannica (1755-1831).                                                                        | 61,6° N    | 340,6° E    | 47 km    | Riclassificato come patera nel 1992.                            |
| Simone        | Nome proprio francese                                                                                                  | 59,5° N    | 82° E       | 14 km    | Non più identificato in immagine di maggior dettaglio nel 1994. |